# Bajcs
Bajcs (szlovákul Bajč) község Szlovákiában, a Nyitrai kerületben, a Komáromi járásban.

## Fekvése
Bajcs a Kisalföldön, a Zsitva ártéri síkságán fekszik, 119-130 méteres tengerszint feletti magasságban Komáromtól 21 km-re északra, Érsekújvártól 8 km-re délre, a Zsitva bal partján. Közigazgatásilag délkeletről Perbete és Újgyalla, délről Ógyalla, délnyugatról Ímely, nyugatról Naszvad, északnyugatról Érsekújvár, északkeletről pedig Udvard határolja. Közigazgatási területe 36,475 km². A községhez tartoznak Ellető, Farkasd és Haraszt puszták is.
A község területén mezei és hordaléktalajok találhatóak, a kötött homokos részeket Scitovszky János érseksége alatt (1849-1866) erdősítették és fácánost alakítottak ki. A bajcsi kataszter északi részén átfolyik a Perbetei-patak, melynek partján nyárfákat és füzeseket találunk.

## Élővilága

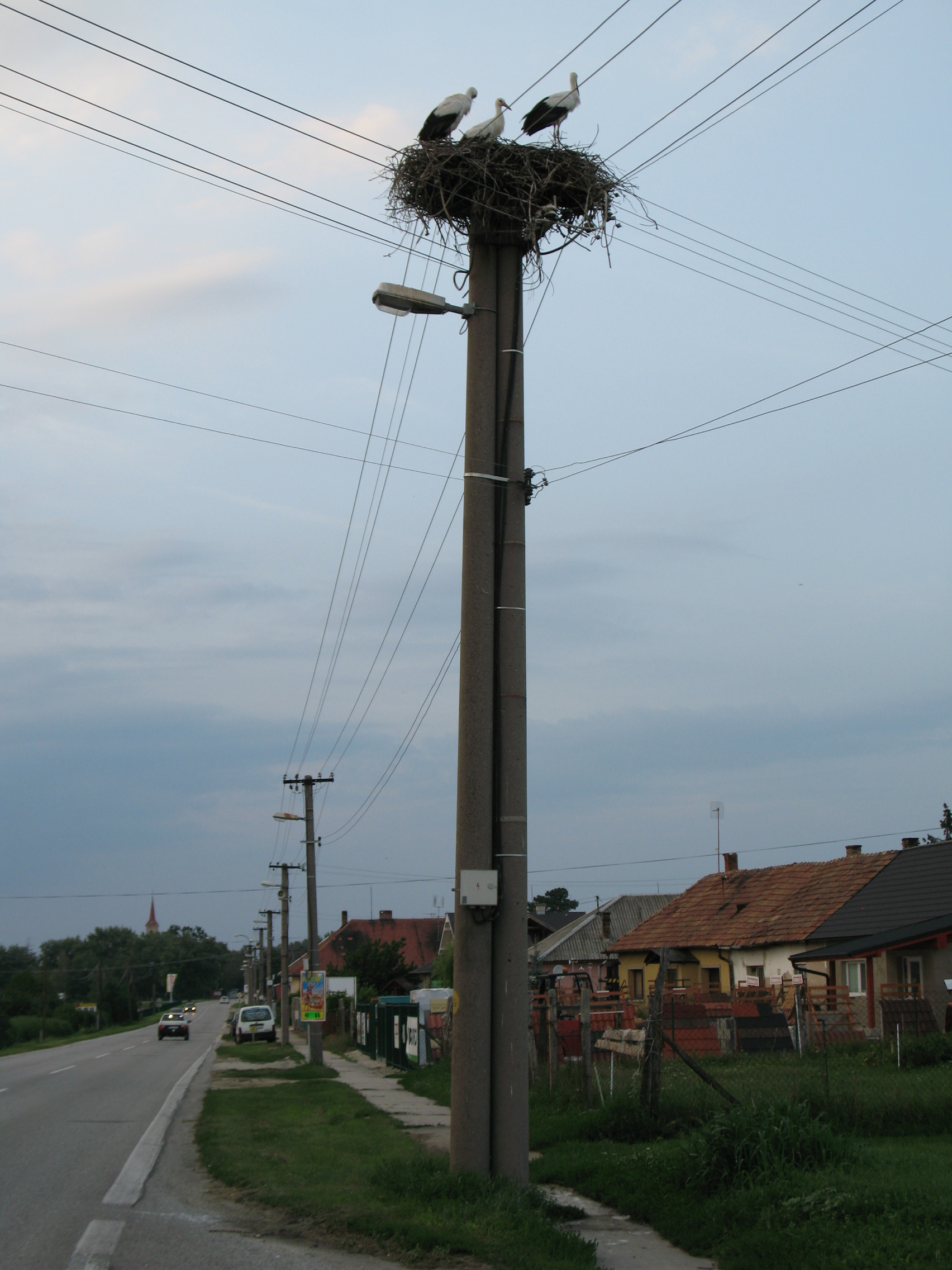
Gólyafészek a buszmegállónál 2012-ben
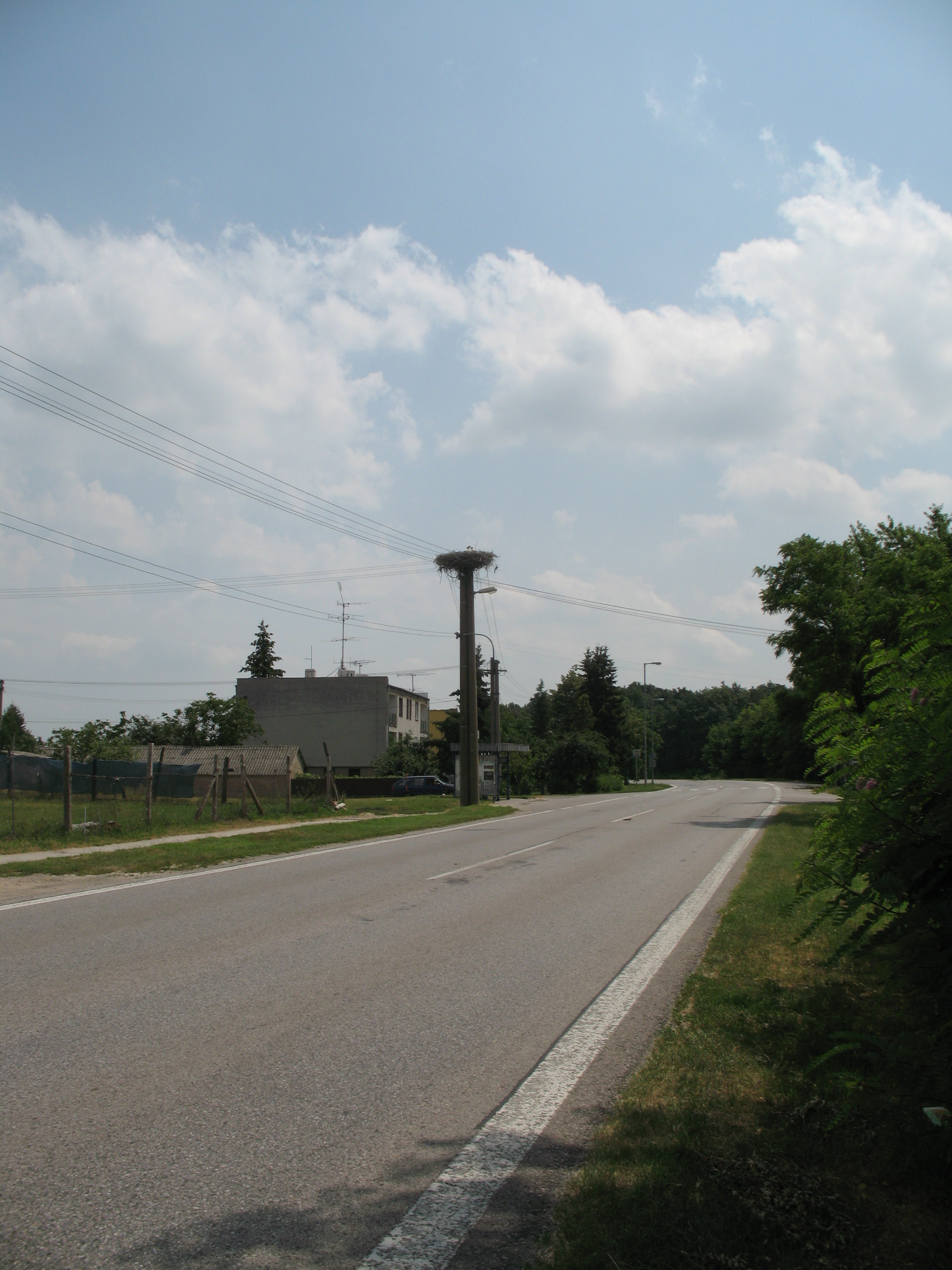
2013
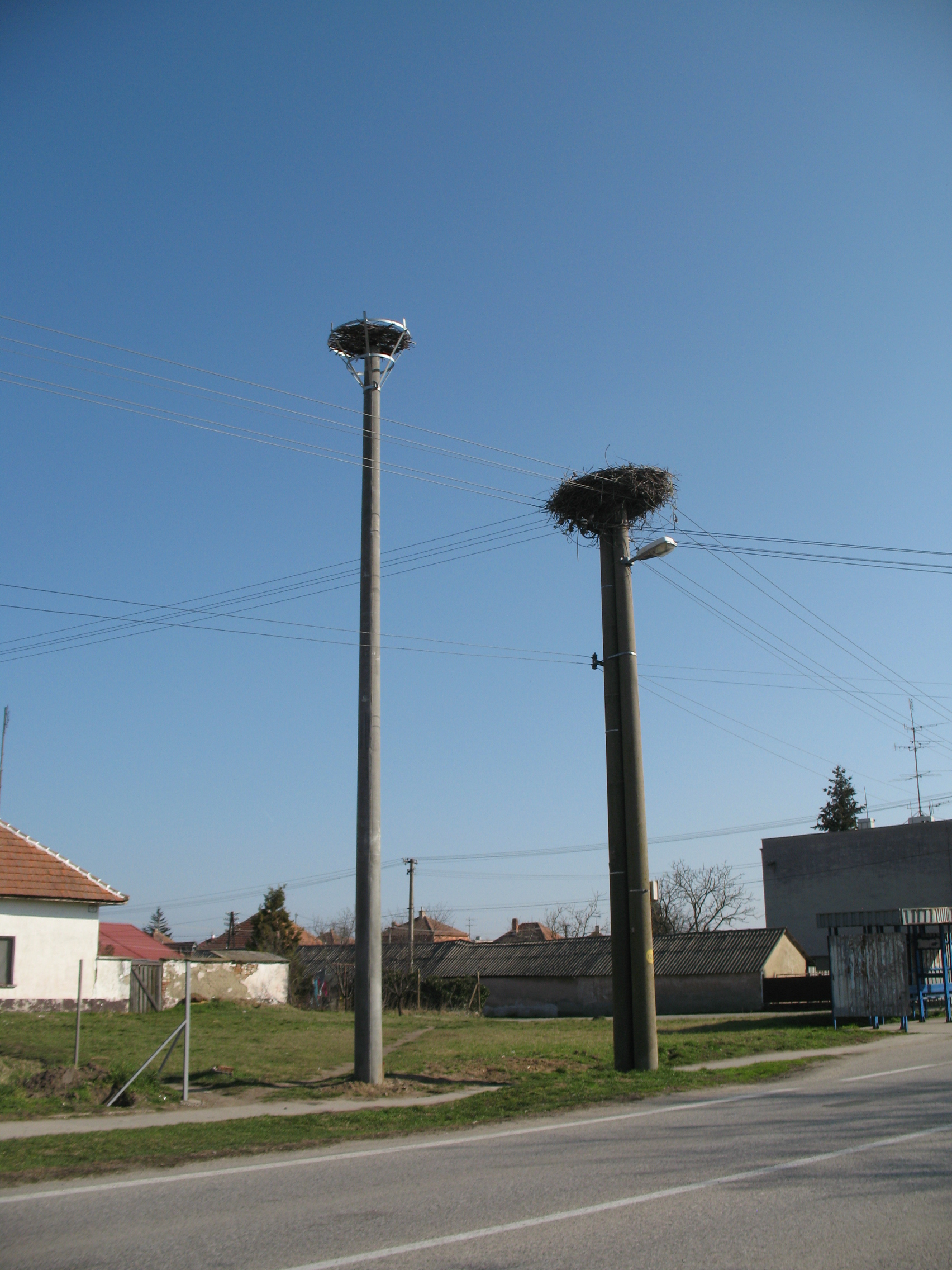
2014
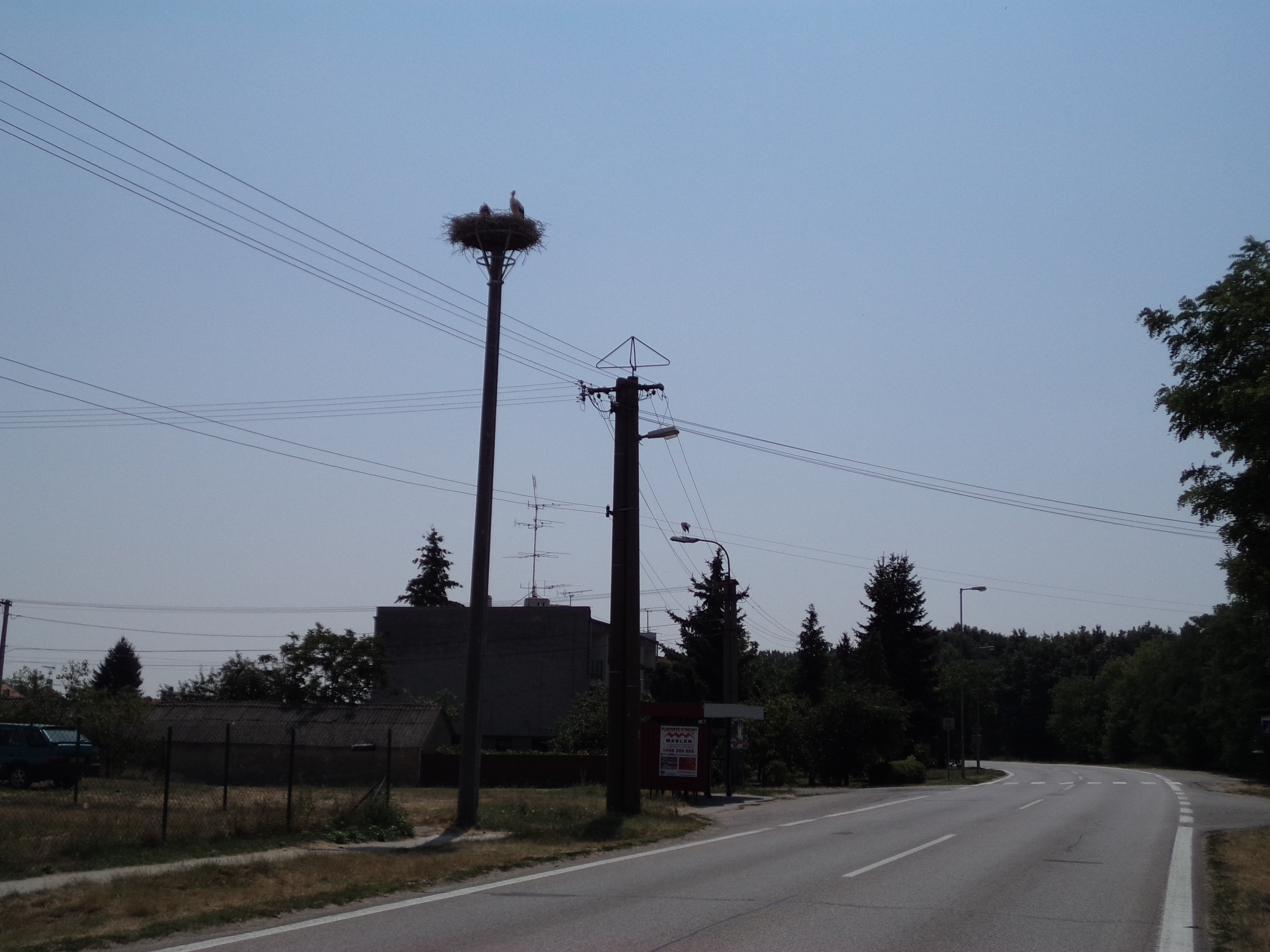
2015
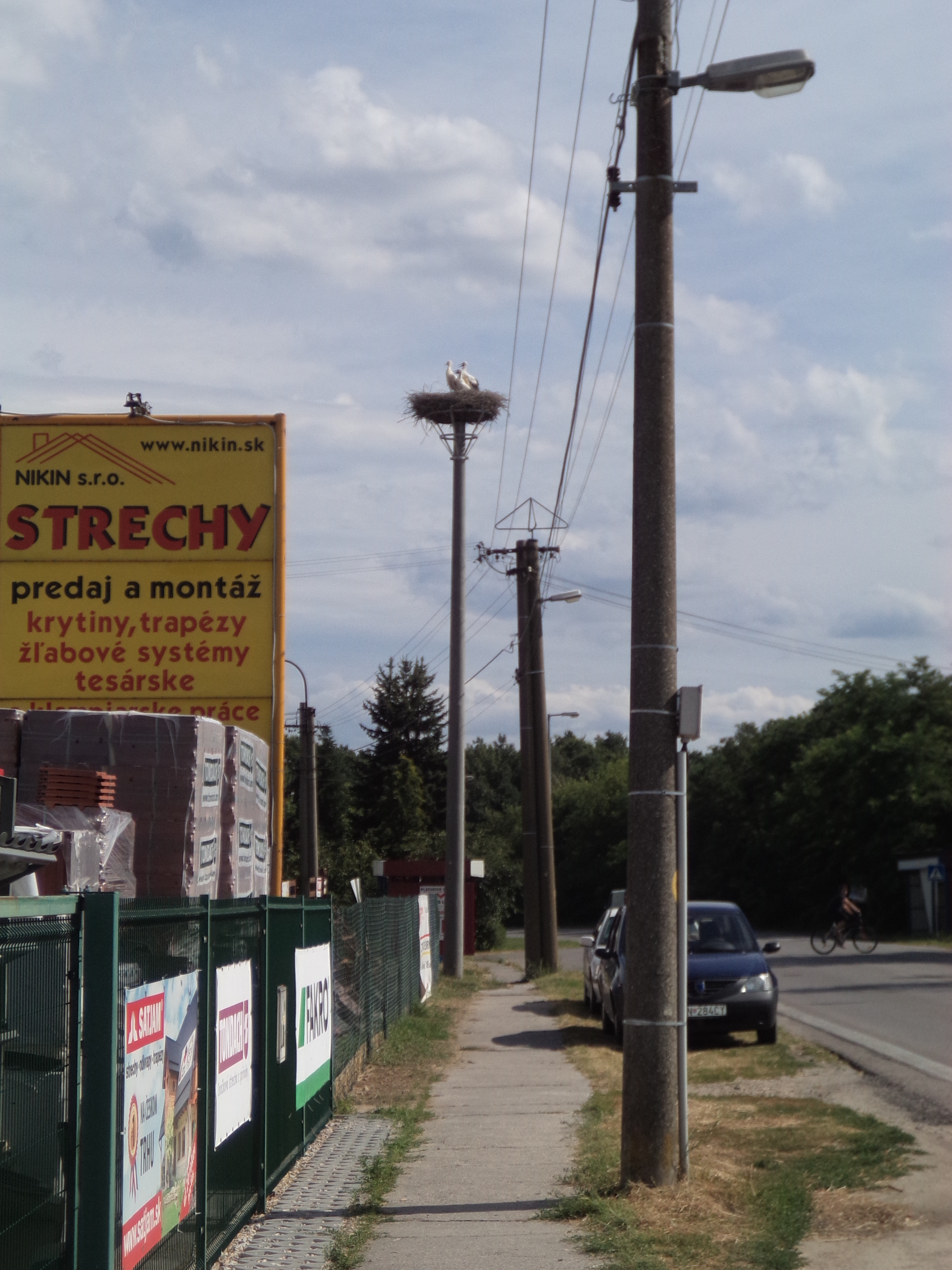
2016

A faluban két gólyafészket tartanak számon. 2012-ben a főúton, a Komárom felőli buszmegállónál lévő fészekben 4, a másikban 1 fiókát számoltak össze. 2013-ban a főúton lévő fészekben 3 fióka volt. 2014-ben csak a másik fészekben volt költés. 2015-ben 2, 2016-ban 3 gólyafiókát számoltak össze.

## Népesség
| Év:            | 1994. | 2004.   | 2014.   | 2024.   |
| -------------- | ----- | ------- | ------- | ------- |
| Emberek száma: | 1246  | 1252    | 1253    | 1266    |
| Eltérés:       |       | +0,48 % | +0,07 % | +1,03 % |

| Év:            | 2023. | 2024.   |
| -------------- | ----- | ------- |
| Emberek száma: | 1262  | 1266    |
| Eltérés:       |       | +0,31 % |

1880-ban 822 lakosából 721 magyar és 64 szlovák anyanyelvű volt.
1890-ben 1108 lakosából 1085 magyar és 21 szlovák anyanyelvű volt.
1900-ban 1272 lakosából 1178 magyar és 89 szlovák anyanyelvű volt.
1910-ben 1452 lakosából 1415 magyar és 36 szlovák anyanyelvű volt.
1921-ben 1460 lakosának 81,7%-a magyar (1193 fő), 17,3%-a csehszlovák nemzetiségű (252 fő).
1930-ban 1399 lakosából 836 magyar és 555 csehszlovák volt.
1941-ben 1246 lakosából 1226 magyar és 19 szlovák volt.
1970-ben 1425 lakosából 995 magyar és 425 szlovák volt.
1980-ban 1390 lakosából 899 magyar és 475 szlovák volt.
1991-ben 1234 lakosának 68,1%-a (840) magyar, 30,9%-a (381) szlovák nemzetiségű, ebből 76,8% katolikus vallású. 218 házából 215 volt lakott.
2001-ben 1219 lakosának 56,85%-a magyar (693 fő), 40,61%-a szlovák nemzetiségű (495 fő). A lakosság 80,23%-a (978 fő) katolikus, ugyanekkor 61 református, 33 evangélikus és 1 görögkatolikus vallású. 404 házából 372 lakott. Ugyanebben az évben 369 foglalkoztatott és 227 munkanélküli volt a faluban.
2006-ban 1247 lakosából 195 gyermek-, 282 pedig nyugdíjaskorú.
A 2011-es népszámlálás szerint 1242-en laktak a faluban, ebből 584 szlovák, 549 magyar, 19 cigány, 6 cseh, 1 ukrán, 2 más nemzetiségű és 81 esetben nem állapították meg a nemzetiségi hovatartozást.
2021-ben 1223 lakosából 588 szlovák (+46), 495 magyar (+64), 10 cigány (+3), 8 egyéb és 122 ismeretlen nemzetiségű.
| Év   | Lakosság |
| ---- | -------- |
| 1869 | 521      |
| 1890 | 822      |
| 1910 | 1451     |
| 1930 | 1399     |
| 1940 | 1246     |

| Év   | Lakosság |
| ---- | -------- |
| 1948 | 1312     |
| 1961 | 1476     |
| 1970 | 1425     |
| 1991 | 1234     |
| 2001 | 1219     |
| 2011 | 1242     |

Bajcs lakosságának többsége hagyományosan katolikus vallású. 1827-től 1945-ig önálló plébániát alkottak, majd az ímelyi plébániához csatolták a falut. Jelenleg az ógyallai plébániához tartozik.

## Története

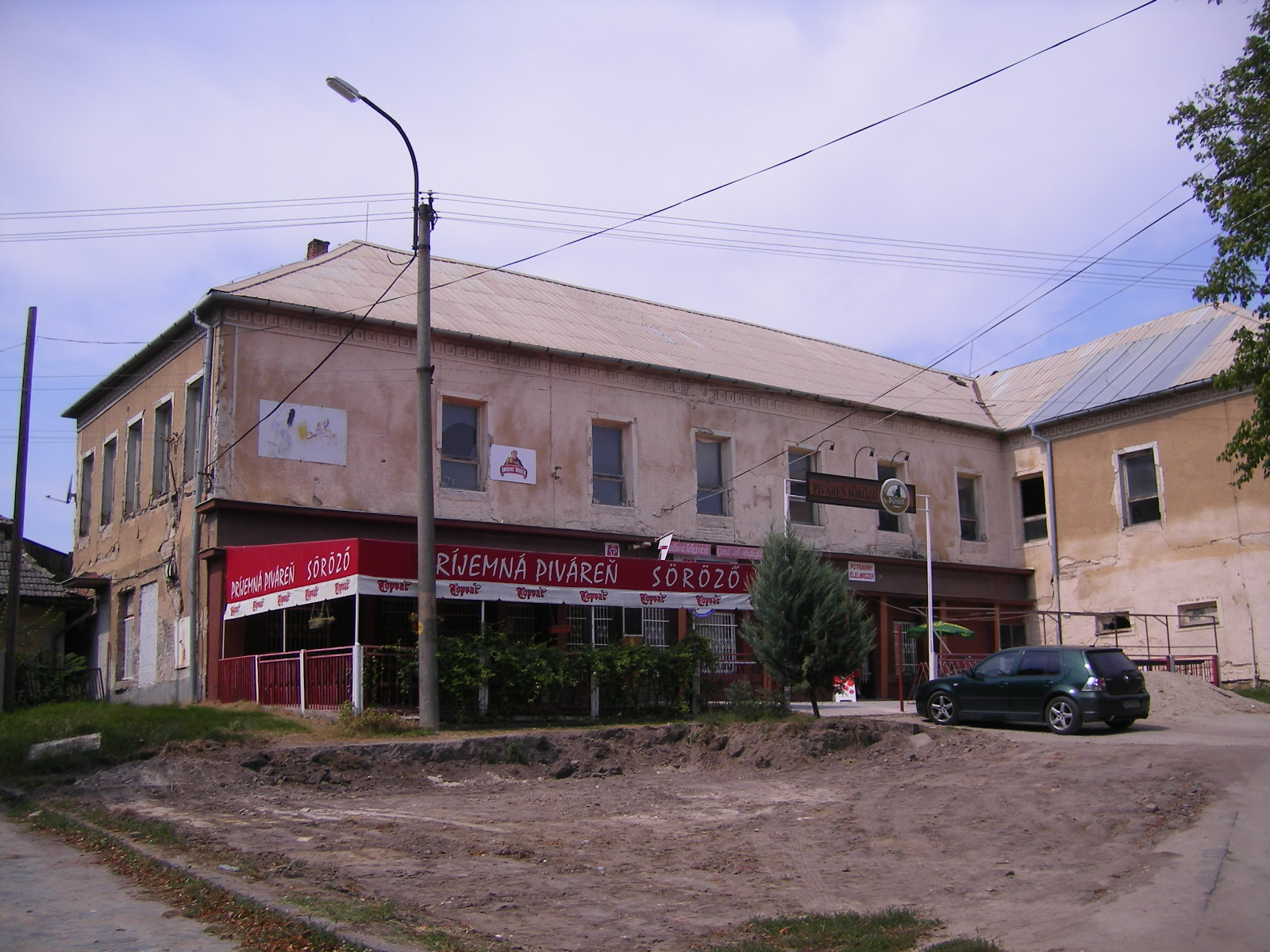
A régi érseki kastély napjainkban

1987-től 1990-ig, majd 1992 és 1994 között egy koraközépkori települést tártak fel egészében, melyen a 7-8. században, a 8-9. században és legfőképpen a 10. században éltek emberek. Ezen kívül 1957-ben szórványleleteket és 3 sírhelyet, 1958-ban és 1962-ben középkori fazekaskemencét, 1966-1967-ben pedig három 10. századi sírt találtak. Pontos keltezésük nem ismert. Farkasdi részén 1953-ban, 1962-ben és 1977-ben 12-13. századi templomot és temetőt kutattak, ezenkívül szintén 9-10. századi települést tártak fel 1959-1960-ban, valamint 1982-ben 30 hamvasztásos sírt a 7. századból.
A falu első említése 1312-ből származik Possessio Archipiscopalis Boych néven, ekkor Csák Máté zsoldosai foglalták el Chellus vezetésével. A középkorban az esztergomi érsekség érsekújvári uradalmához tartozott. A 16. századtól a községet a helyi földesuraktól az érsek bérelte. 1549-ben 8 portáján és 4 puszta jobbágytelkén 4 zsellért és 1 adófizetés alól kedvezményezett személyt vettek számba. 1554-1563 között Baych alakban szerepelt. 21 lakott, 7 jobbágy, 4 predialista telke és 3 nemesi kúriája volt. Szent György napján minden telek után 25 dénárt fizettek volna, ennek fejében azonban közös természetbeni juttatást szolgáltattak a prímásnak. Ezt később a prímás megszüntette. 1570-ben 20 házában 36 fejadófizetőt írtak össze a törökök. 1572-ben az esztergomi érsekség bevételeiben 12 portát említenek itt. A 16. század végén többeket írtak össze.
A mohácsi vereség után Bajcson is elterjedtek a protestáns tanok, már az 1561-es Oláh-féle vizitációban említik, hogy Komárom vármegye 29 plébániáján (köztük Bajcson) nincs pap. 1590-ben a falu lakosai panaszt tesznek a komáromi várkapitány, Pálffy Miklós ellen, aki elorozta legelőiket. Egészen 1652-ig harcoltak a helyi reformátusok az elismerésért, ekkor létesült református hitközség. 1663-ban a törökök megszállták a szomszédos Érsekújvárt, a következő évben már nekik adózott a falu (ekkor 49 adóköteles háztartást és 60 adófizető személyt írtak össze). 1672-ben Szelepcsényi György érsek parancsára Maholányi komáromi várkapitány elűzte a református lelkészt (Ürményi Lászlót) a faluból. 1685-ben Érsekújvár visszafoglalásakor a falu elpusztult a harcokban, területét az ímelyi határhoz csatolták. 1699-ben Kollonich Lipót érsek Timon Jánosnak adományozta hűséges szolgálatáért a falu földterületének egy részét (nevét ma is őrzi a község nyugati határában a Timon földje nevű határrész).
1780-ban Batthyány József érsek lecsapoltatta a környékbeli mocsarakat és egy új község építését kezdeményezte. 1790-ben épített egy klasszicista kastélyt is Bajcson kis majorsággal. A levéltári adatok tanúsága szerint Bajcsnak 1813-ban mindössze 13 lakosa volt, 1828-ban már 866. A 19. század első felében Bajcs fokozatosan Komárom vármegye érseki birtokainak székhelyévé vált. Az 1790-ben épült kastélyt 1836-ban templommá építették át. Simor János érsek egy új nyári kastélyt építtetett magának. 1848-ban Fényes Elek így ír róla: Bajcs, puszta, Udvarddal határos s 7200 holdat foglal-el, mellyből 600 hold tölgyes erdő. Van itt katholikus plébánia és 186 katholikus lakos. Birtokosa az esztergomi érsek. Hajdan falu volt s 1626-ban Bajcsy István saját részét Szalay Tamásnak az esztergomi káptalan előtt örökösen eladja.  1849-ben a szabadságharc során több összetűzés színhelye volt: január 27-én Érsekújvárból 80 császári katona érkezett ide tűzifát rabolni, de a honvédek megfutamították őket, másnap 8 gyalogost ejtettek foglyul. Július 30-án Komáromszentpéter mellett verték szét a császáriakat a magyar katonák, előbbiek Bajcson és Farkasdon át menekültek Érsekújvár felé; üldözőik elfoglalták a falut és a majorságot is.

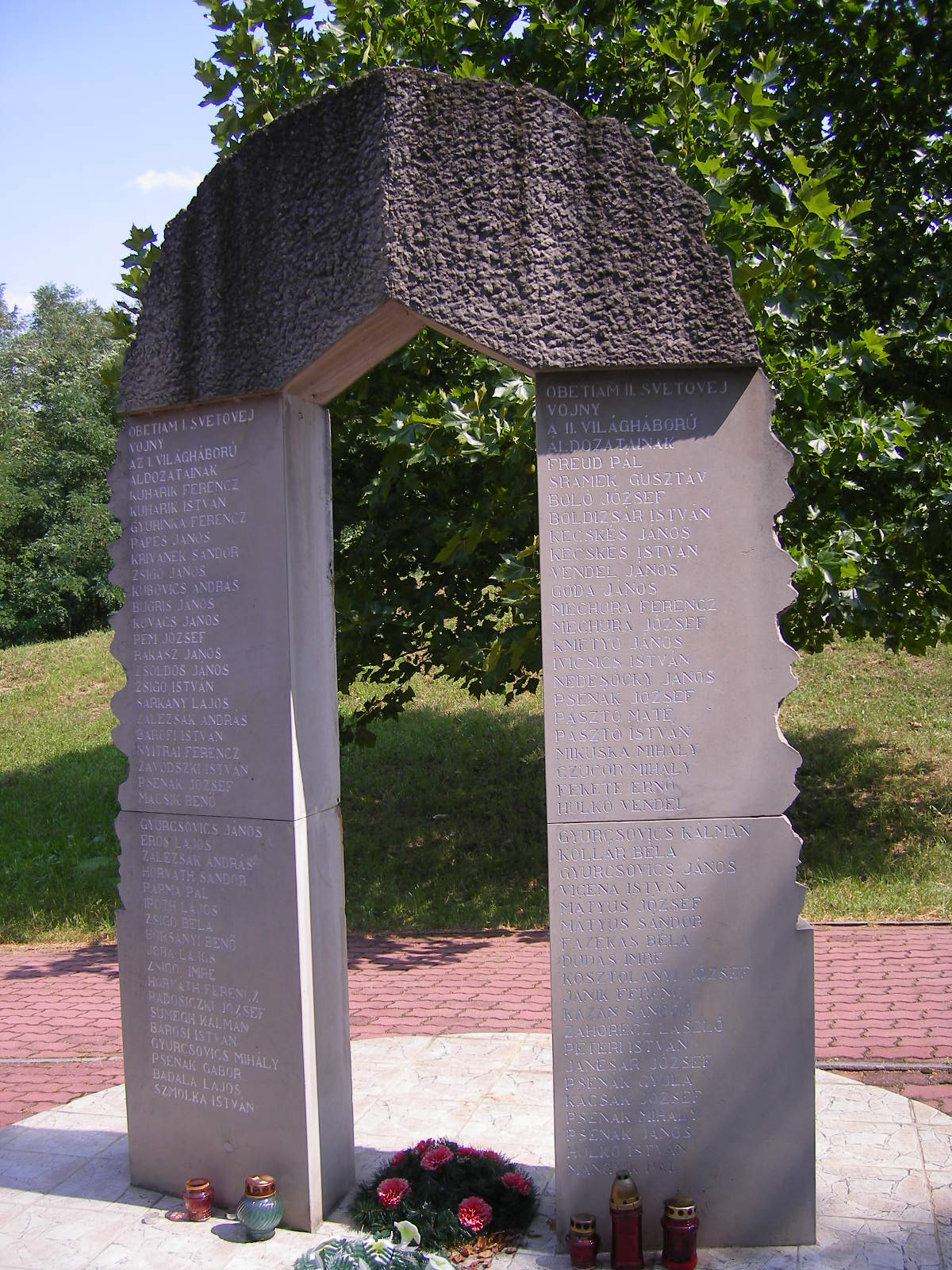
A két világháború áldozatainak emlékműve

Bajcs mint önálló község 1865-ben alakult meg. A község legrégebbi ismert pecsétje csupán 1875-ből való. 1882-ig érseki nyári lakhely volt, Simor János érsek fokozatosan mintagazdaságot alakított itt ki. 1910. május 10-én megépült a Komárom-Érsekújvár vasútvonal, melynek egyik állomása Bajcson volt (még abban az évben megépült az állomásépület). Az első világháborúban 38 bajcsi lakos esett el.
1919. január 7-én Bajcsnál felrobbantották a vasúti hidat. 1919. június 13-án a falu mellett a megszálló csehszlovák hadsereg 9 katonája vesztette életét a Magyar Vöröshadsereg ellen vívott harcokban, akiknek később emlékművet is állítottak. A trianoni békeszerződésig Komárom vármegye Udvardi járásához tartozott.
1918 után az egyházi birtokok a nagyszombati apostoli adminisztratúra tulajdonába kerültek, de valójában állami irányítást szabtak ki rájuk. A lakosság életében ez kevés változást jelentett, továbbra is mezőgazdasági munkásként dolgoztak a nagybirtokon. Több alkalommal került sor sztrájkra, 1936-ban az építőmunkások sztrájkoltak. Az első bécsi döntés értelmében a község visszatért Magyarországhoz, az esztergomi érsek is visszanyerte birtokait. A második világháborúban 38 bajcsi vesztette életét. A szovjet hadsereg 1945. március 27-én vonult be a faluba, majd ismét Csehszlovákiához csatolták.
1948. október 1-jén a község lakói létrehozták a helyi Állami Birtokot, mely így egyike volt az ország első állami gazdaságainak. A falu fejlődésnek indult, megépült a kultúrház, a dolgozók otthona és sok szervezet alakult, köztük a Csemadok (Csehszlovákiai Magyar Dolgozók Szövetsége), sportklubok, tűzoltókör. Ebben az időben több neves külföldi és hazai látogató is járt Bajcson. 1959-re felépült a kastéllyal egybeépült kultúrház, 1957-re pedig a Dolgozók Háza. 1960-ban a volt érseki parkban fürdőt építettek (Krym). 1985-ben megnyílt az óvoda új épülete, 1990-ben adták át az új postahivatalt.
1990 után az állami gazdaságot (melynek ekkor mintegy 1200 alkalmazottja volt) megszüntették, majd a község csaknem egész katasztere a pozsony-nagyszombati főegyházmegye birtokába került. 2007-től folyik a környező városokból kilakoltatott romák szervezett betelepítése a községhez tartozó majorságokba, elsősorban Farkasdra .

## Gazdaság

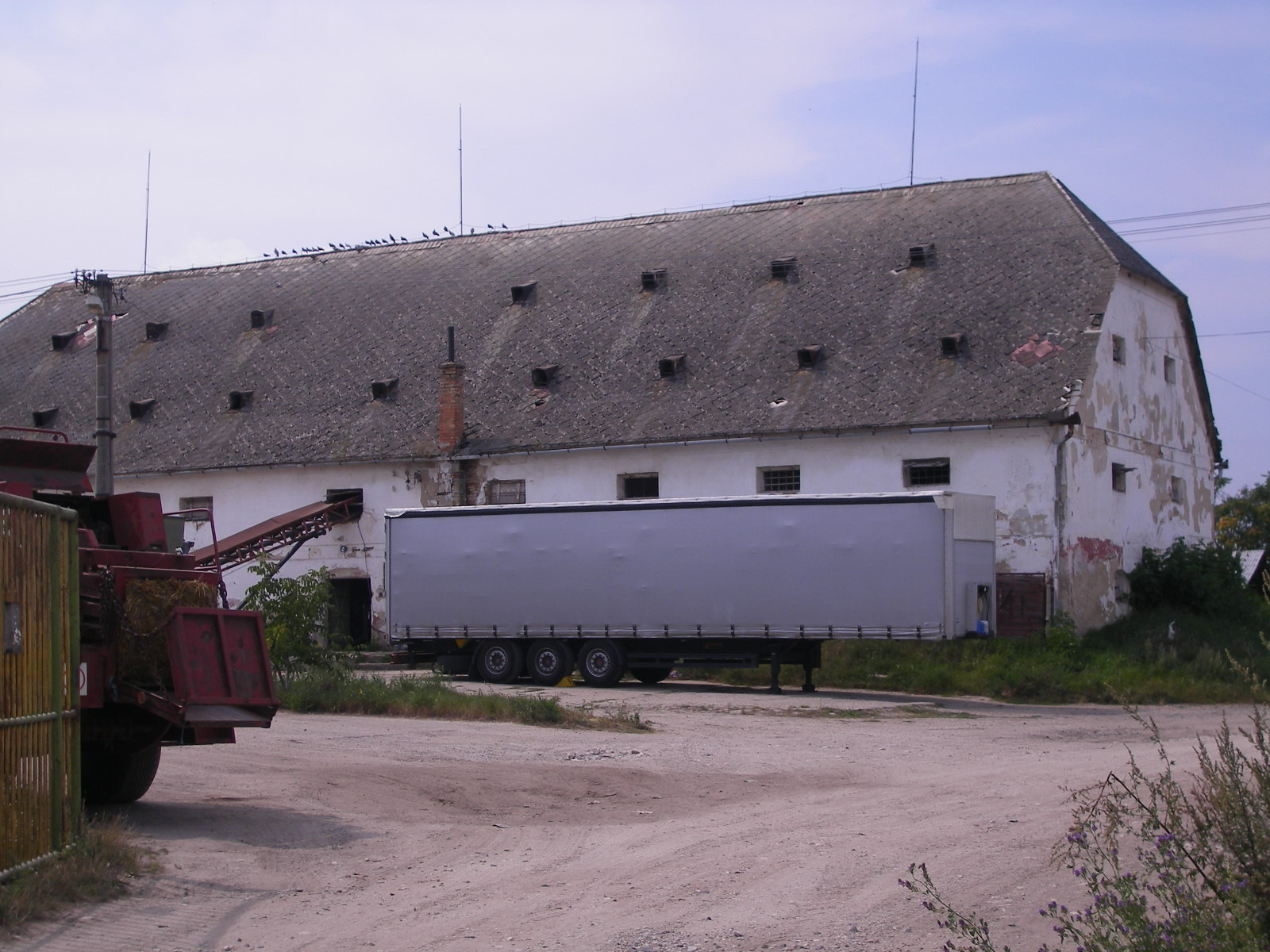
Régi magtár az egykori állami gazdaság udvarán

Az állami gazdaság megszűnésével az egykor virágzó mezőgazdaság súlyos válságba került. 1996 óta palackozó üzemmel ellátott borászat (Virex), 2004 óta pedig papírhulladékosztályozó üzem (Kappa) működik a faluban. A tervek szerint a 64-es főút mellett ipari parkot fognak létesíteni. A falu közelében található az ország egyik legjelentősebb fácánosa, melyet számos vendégvadász keres fel. Farkasdpuszta közelében homok- és kavicskitermelés folyik.

## Oktatás, kultúra
A községben óvoda és alapiskola is működik. Az első iskolát 1827-ben alapították, 1870-ben épült fel az új iskola (a mai községháza), melyet 1979-ben megszüntettek. 1995-ben új iskolában (melynek épületében az óvoda is működik) kezdődhetett meg a tanítás. 1976 előtt Farkasdon, Elletőn és Haraszton is működtek kisiskolák. Bajcson Csemadok-alapszervezet is működik, a Zsitva Polgári Társulás pedig 2000-ben alakult . Az első bajcsi falunapot 2005. június 25-én tartották .

## Neves személyek
- Rudnay Sándor átépítette a régi kastélyt templommá, a falut pedig plébániává tette
- Simor János érsek épített a faluban nyári lakként újabb kastélyt, illetve uradalmi központtá tette.
- A temetőben nyugszik Borbóczy Ferenc (1807-1880) prímási uradalmi intéző és Török Emánuel (1796-1843) uradalmi vadász.

## Nevezetességek

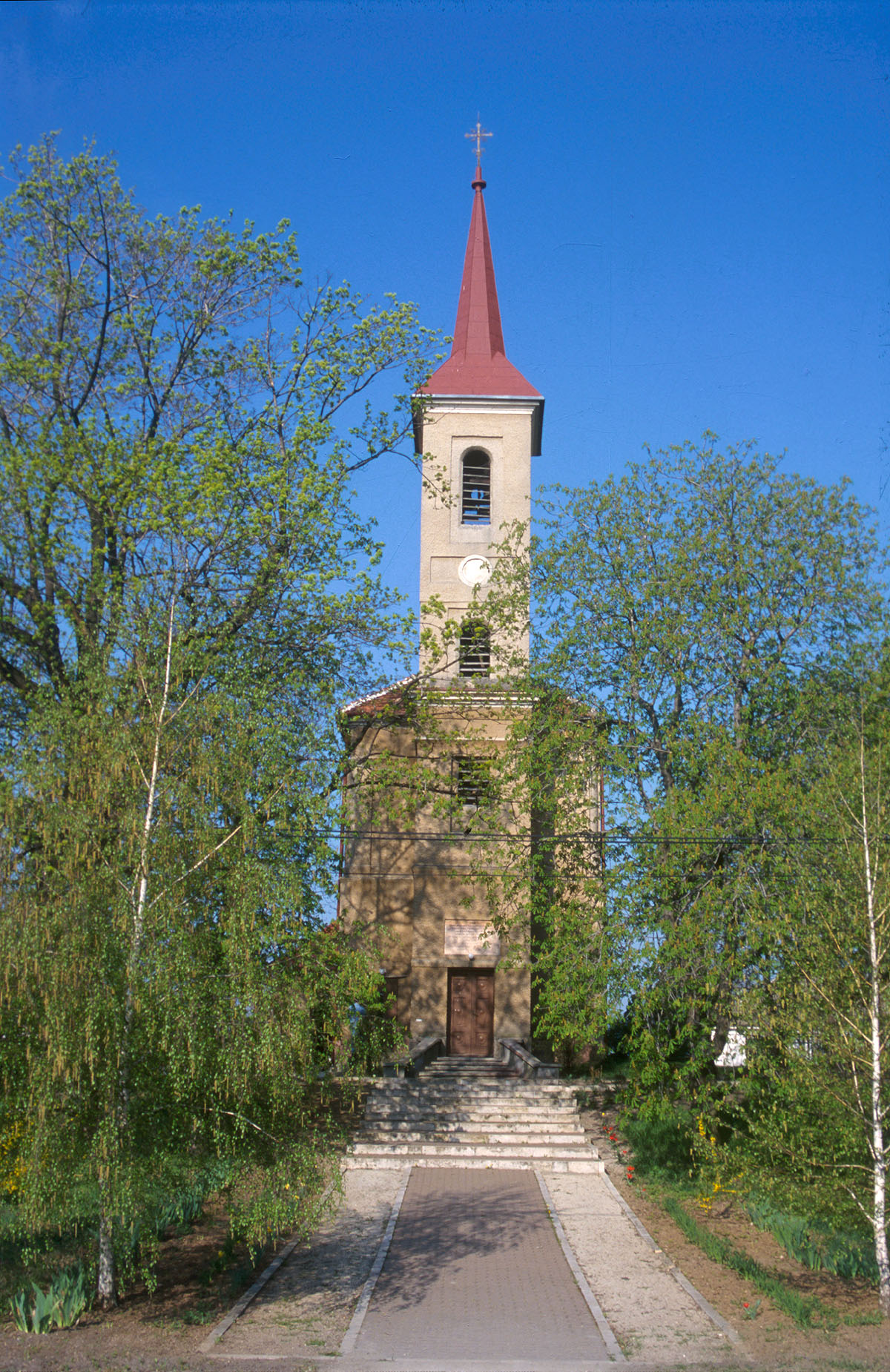
A Keresztelő Szent János templom

### Régészeti emlékek
Bajcs község különlegesen gazdag régészeti emlékekben. A mai település területén újkőkori telepnyomokat is találtak. Ez a település a zselízi csoport népének települése vonaldíszes kerámiával. Találtak itt csaknem 100 sírt csontvázas temetkezéssel a régebbi bronzkorból, települést a badeni kultúra klasszikus fázisából és egy késő lengyel-kori települést beszúrkálással díszített kerámiával és sok egyéb emléket.

### Műemlékek
A műemlékek közül kevés maradt fenn és azok, amelyek fennmaradtak, többségében a szocializmus alatt át lettek építve, aminek következtében elveszítették eredeti képüket.
- Keresztelő Szent János katolikus templom – 1827-1830 között épült az 1790-ből származó kastély átépítésével, a falu legrégebbi épülete. Az átépítés Rudnay érsek utasítására történt Packh János tervei alapján, az eredeti épületből csak a négy külső fal maradt meg. 1872-ben a templomot felújították és megnagyobbították. 1945-ben a teljes eredeti berendezés elpusztult, egy évvel később szentelte újjá a templomot Lazík Ambróz püspök. A templom bejárata felett rózsaszín márványtábla jelöli a templom építésének időpontját. Az oltárkép és a Kálvária 14 állomásának képei az 1960-as évekből valók, egy helyi festőnő alkotásai. Az orgona az 1920-as években készült, Tattinger Ferenc érsekújvári mester készítette. Három harangja közül a legnagyobb 1860-ból való, a másik kettőt az első világháborúban beolvasztott eredeti harangok pótlására 1930-ban öntötték a komáromi Dosztál-öntödében.
- Az egykori érseki nyári kastély L alaprajzú, emeletes épület. 1867-ben nyerte el alakját az érseki nagybirtok 19. század elején épült intézői épületének átépítésével, ma nagyon rossz állapotban van. Az érsek főleg a nyári hónapokban tartózkodott a kastélyban, ahol saját kápolnája is volt. 1945 után számos célra használták (lakások, raktárak, vendéglő), 1950-ben a kultúrház épületével bővítették ki. A kastély mögötti angolpark is elhanyagolt állapotban van.
- Az érseki nagybirtok intézőinek egykori kúriáját egy régebbi kocsmából építették át 1867 után. Az épület eredetileg a 19. század elején klasszicista stílusban épült. 1945 után lakásokat alakítottak ki benne, eredeti stílusát teljesen elvesztette.
- A volt állami gazdaság udvarán álló régi magtárat 1825 körül építették.
- A községi hivatal az egykori iskola 1870-ből származó épületében működik.
- A római katolikus plébánia épülete 1827-ben épült.
- A falu déli részén 1885-ben épült az érseki kórház (emléktábla), melynek épületében 1920 után lakásokat alakítottak ki.

### Emlékművek, szakrális kisemlékek

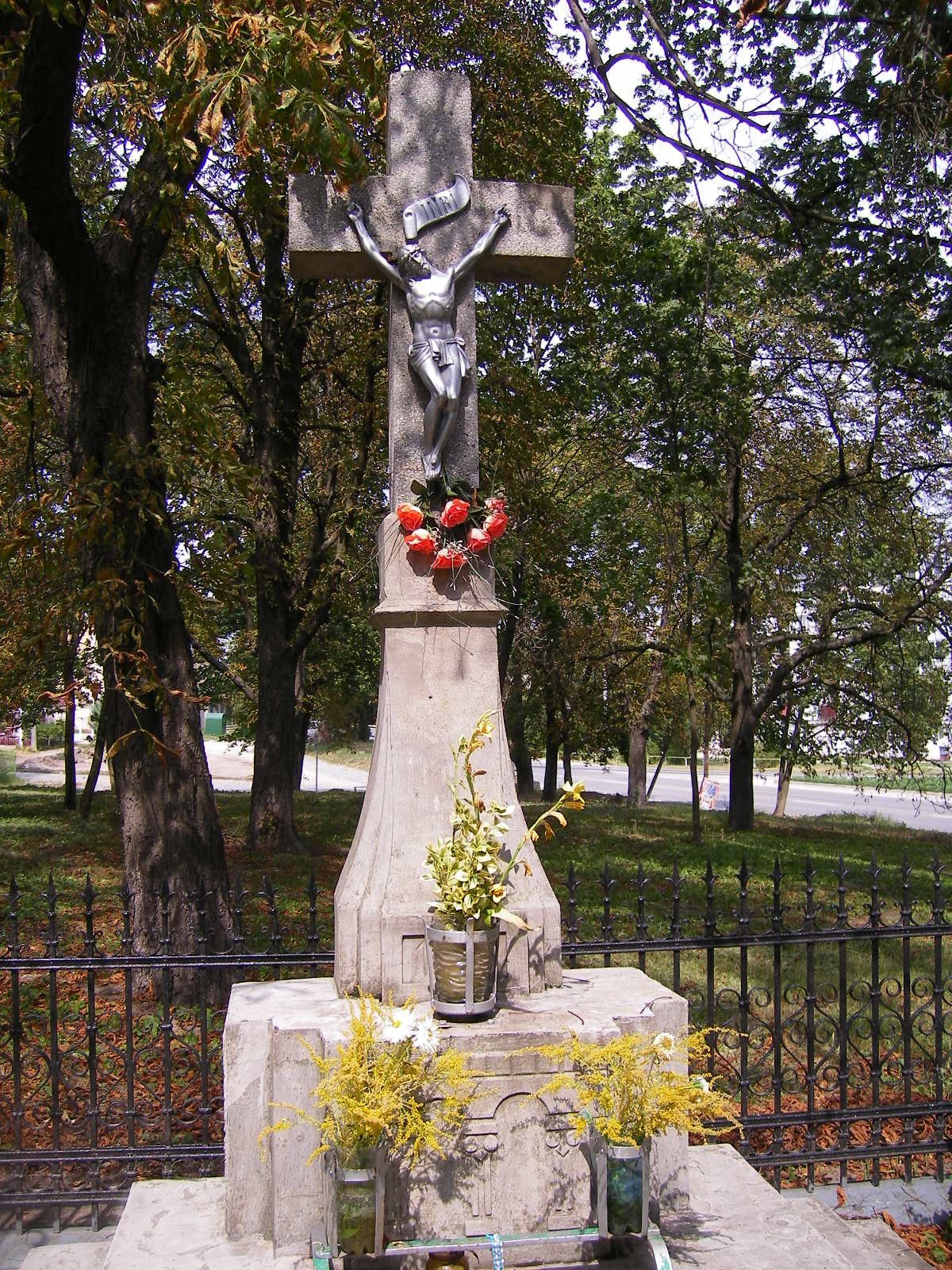
A katolikus templom mellett álló feszület

- A templom melletti feszületet 1926-ban emeltették a helyi hívek.
- A kastély előtt rózsaszín márványoszlop áll, melynek rendeltetése nem ismert, felirata alapján 1877-ben állították.
- A párkányi út mentén álló, kovácsoltvas kerítéssel körülvett kőkeresztet 1865-ben állították.
- A temetőben álló feszület rózsaszín márványból készült 1819-ben.
- A két világháború áldozatainak emlékművét (Istenes József alkotása) 1997-ben avatták fel. Az emlékmű középpontján elhelyezett domborművet, Mag Gyula alkotását 2003 novemberében ellopták [halott link].
- Az 1885-ben épült 93-as számú házon vörösmárvány tábla hirdeti Simor János emlékét.
- A csehszlovák legionáriusok emlékműve a templom mellett áll, az egyházi nagybirtok hivatalnoki kara emeltette, a közelmúltban állami pénzből újították fel.

## Településrészek

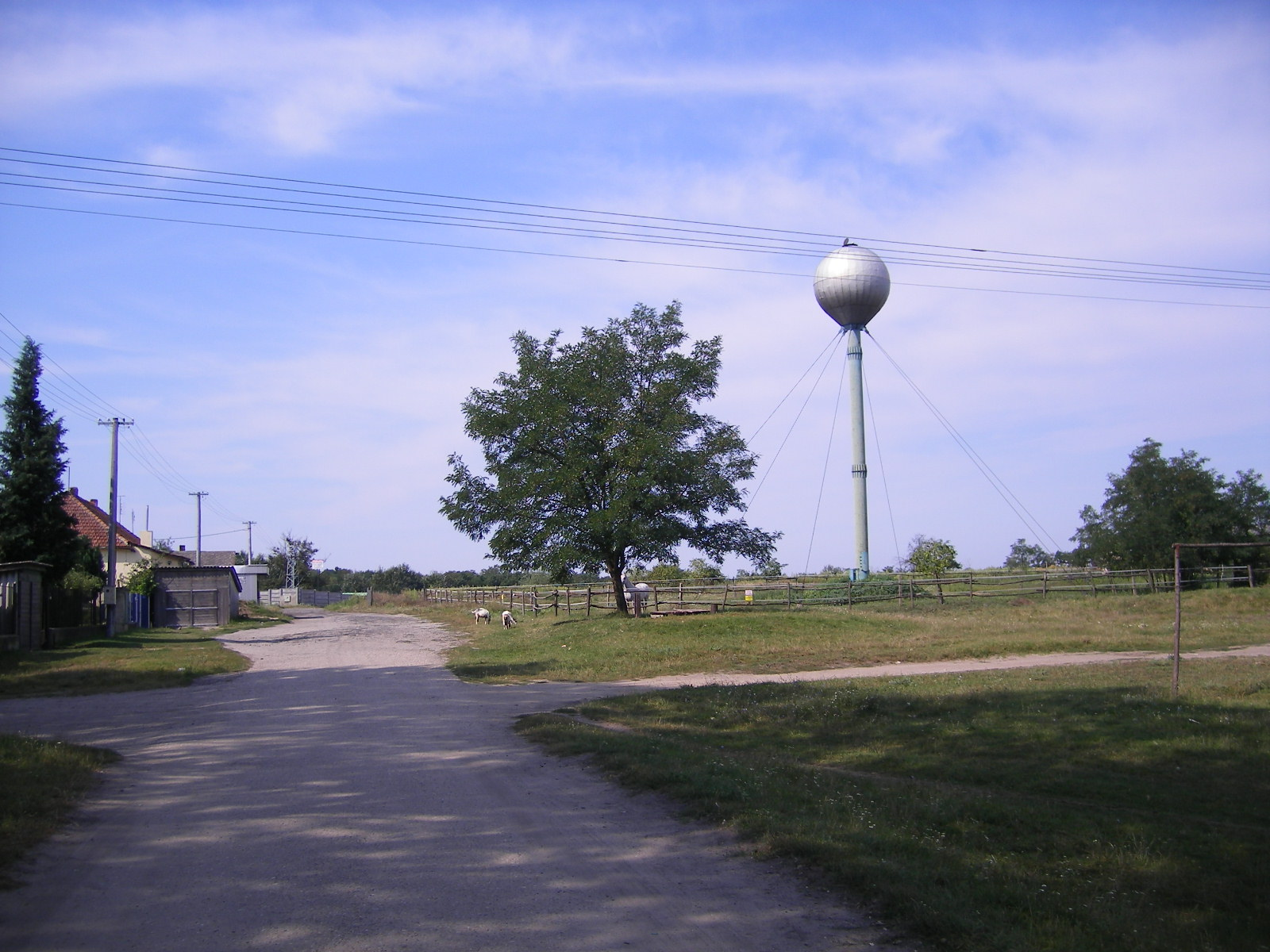
Ellető

- Farkasd (Vlkanovo) a falutól 4 km-re északkeletre fekszik. A középkorban jelentős település volt templommal, mely valószínűleg a tatárjáráskor pusztult el (12. századi román stílusú templom alaprajzait tárták fel). A 19. század elején hozott itt létre az érsekség egy majort, ahol az intéző kúriája, gazdasági épületek és zsellérlakások voltak. Később kibővítették, majd az állami birtok része lett. Mára épületeinek nagy részét lebontották. A kúria (udvarában harangláb) mellett elterülő egykori parkot mára benőtte a gaz. Egykori iskoláját 1865-ben építették Scitovszky János indítványára. A major közelében egykor téglagyár is működött.
- Haraszt (Chrasť) Bajcstól 4 km-re keletre, a Perbete felé vezető út mellett fekszik. 1 km-re tőle Kisharaszt (Malá Chrasť) teljesen elpusztult. 1840 körül alapították, ekkoriban egyetlen birkaakol állt itt. Simor János idejében nagyméretű gazdasági udvart építettek ki. Az 1880-as években épült egykori kúria (intézői lakás volt) parkjában megtalálható a védett molyhos tölgy és a keleti platán. A major meghatározó épülete az 1887-ben épült magtár, falán vörösmárvány emléktáblával. A régi négyszögletes víztorony is az érseki birtok idején épült. 1894-ben iskola is létesült Haraszton, mely 1945-ben elpusztult. 1950-ben szlovák iskolát létesítettek itt, mely 1976-ig működött. Szakrális kisemléke a lourdes-i barlang.
- Ellető (Kotelnica) a falutól 3 km-re északnyugatra található, két kis tava is van. A 19. század végén alapították, később nagyobb gazdasági udvarrá bővítették. Faszerkezetes haranglábát 1936-ban állították. Mellette áll az 1949-ben épített Szűz Mária-kápolna. Az 1940-es évektől 1979-ig itt is működött kisiskola.

## Képtár

### Bajcs

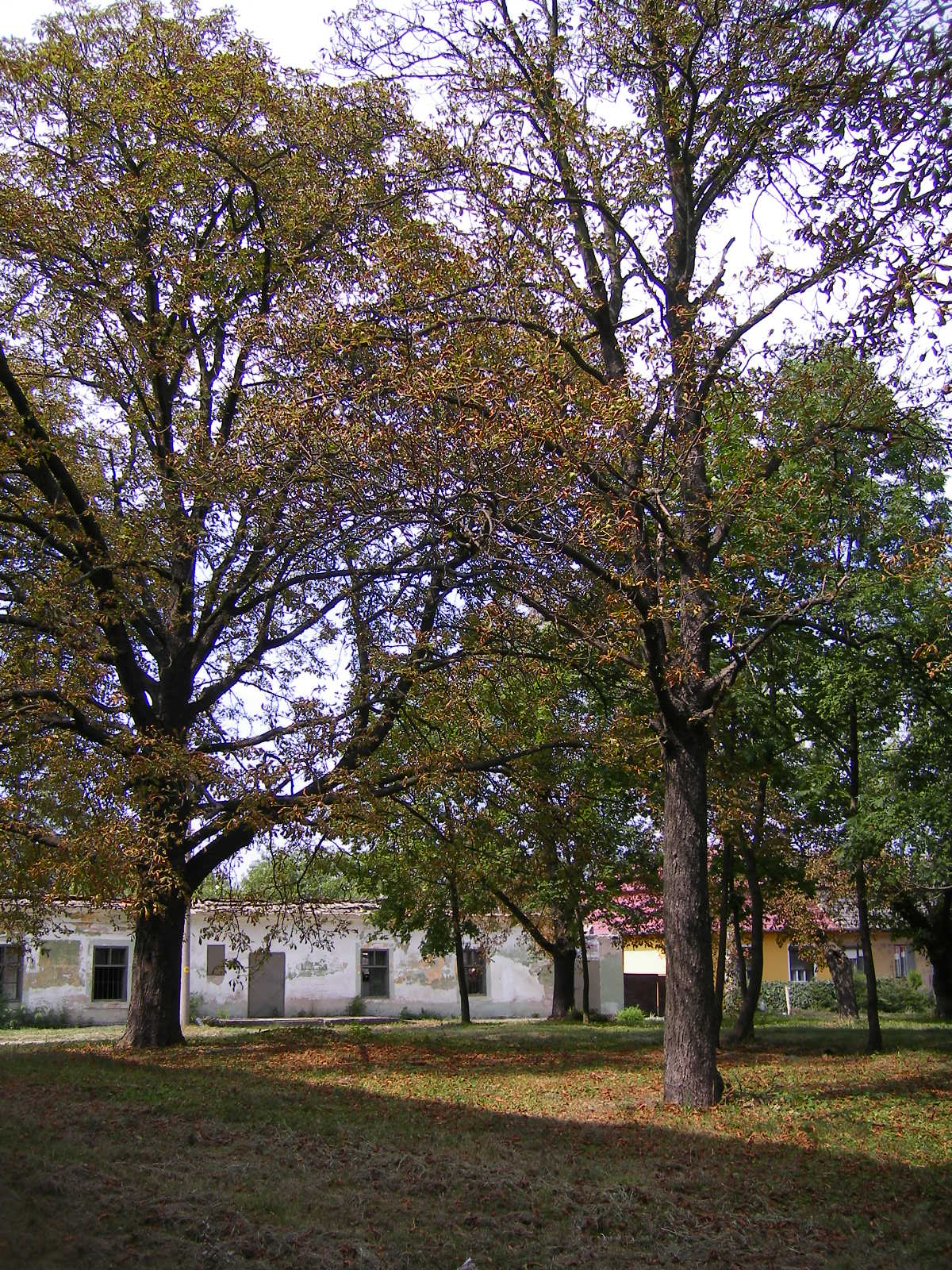
Park a faluközpontban
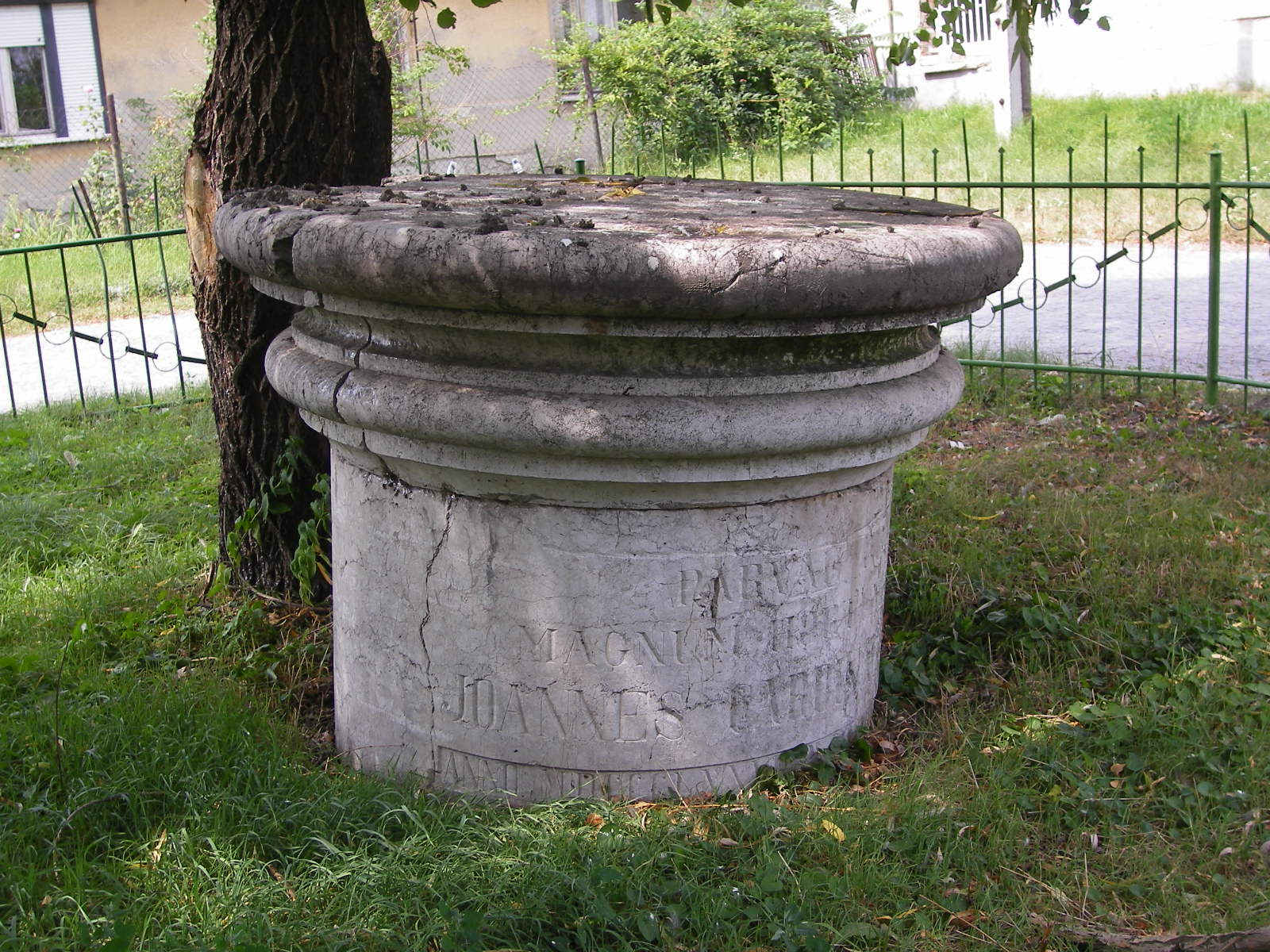
A kastély előtti márványoszlop
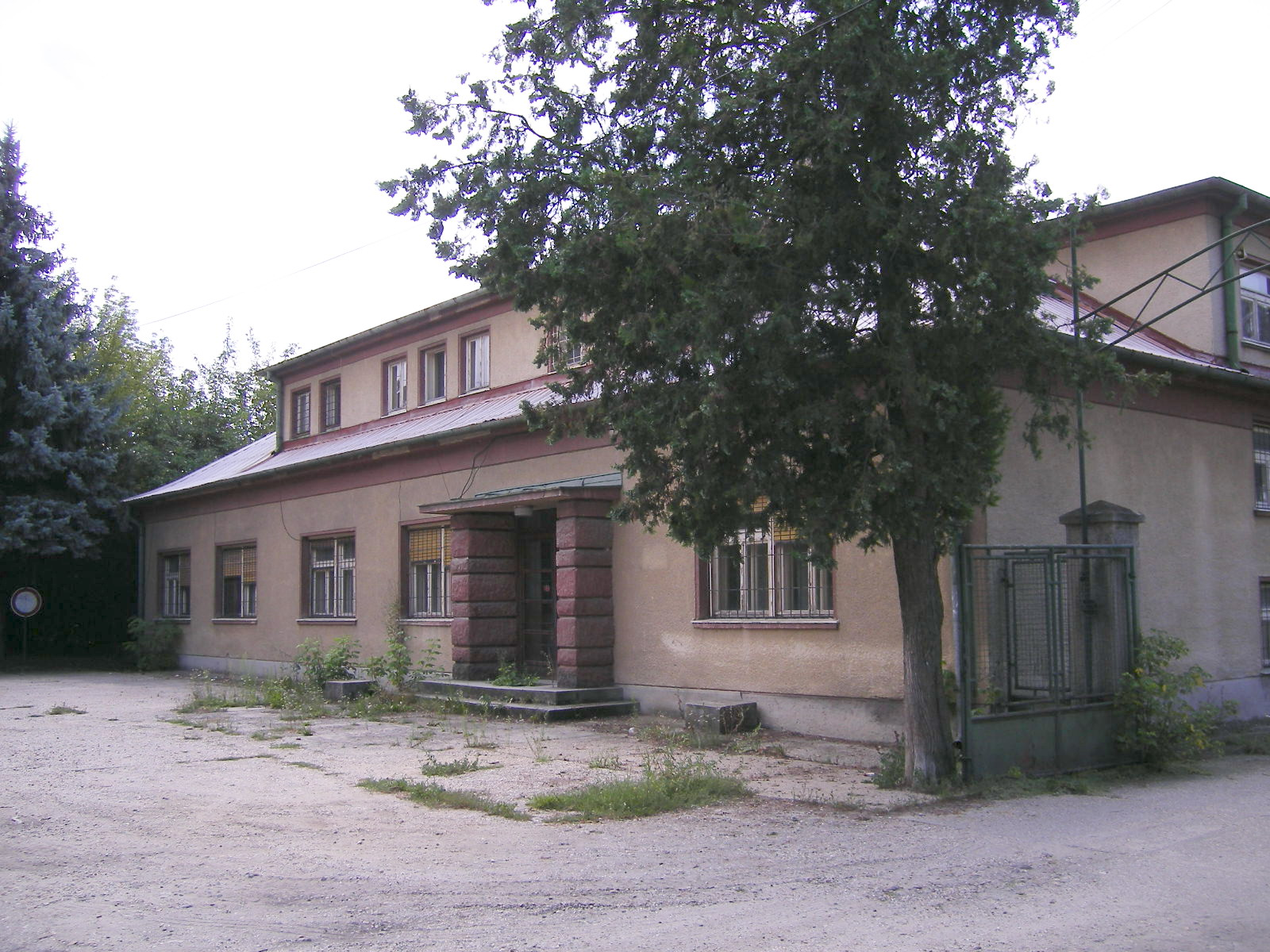
Az egykori Krím fürdő
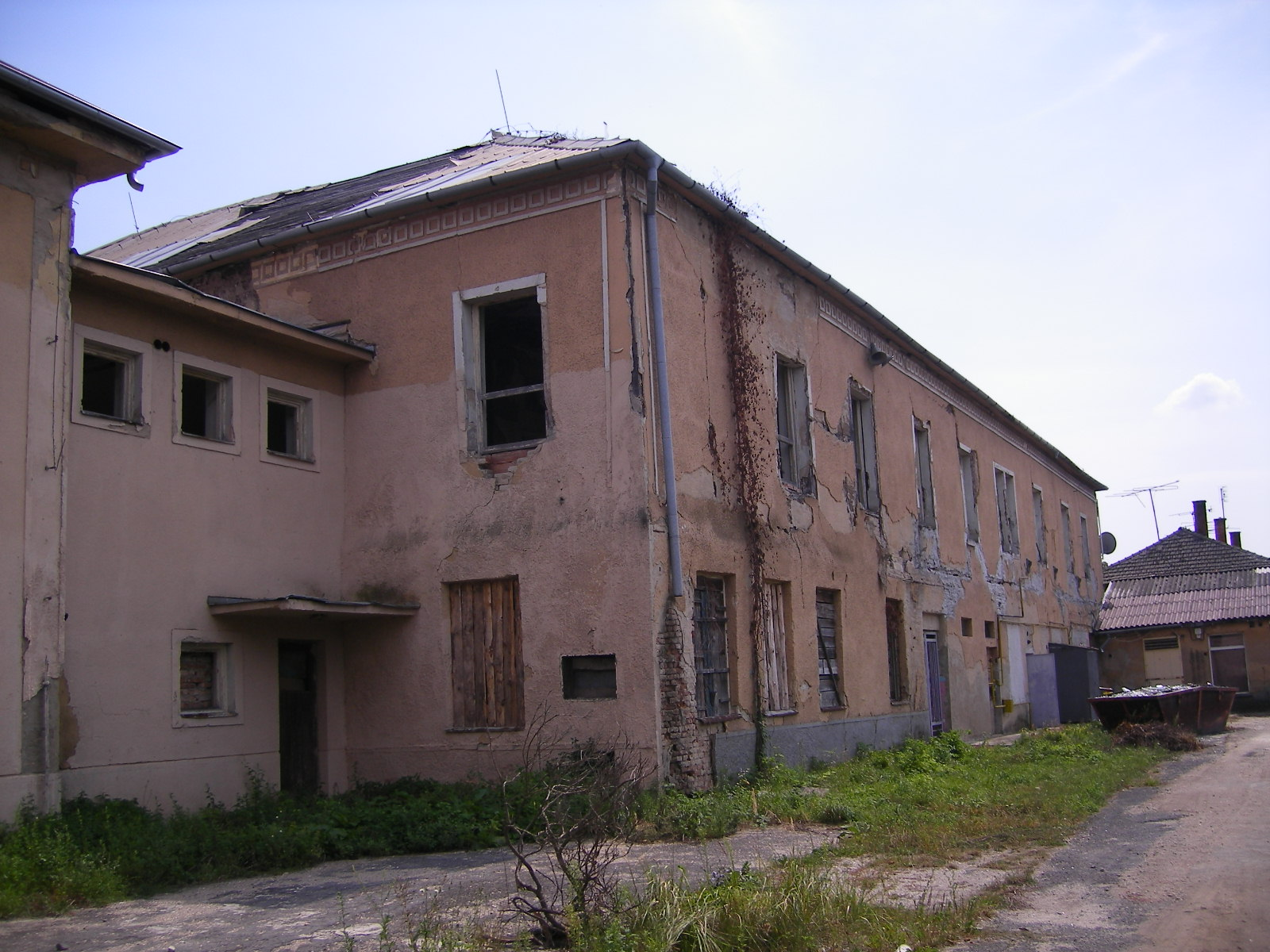
Az egykori érseki kastély
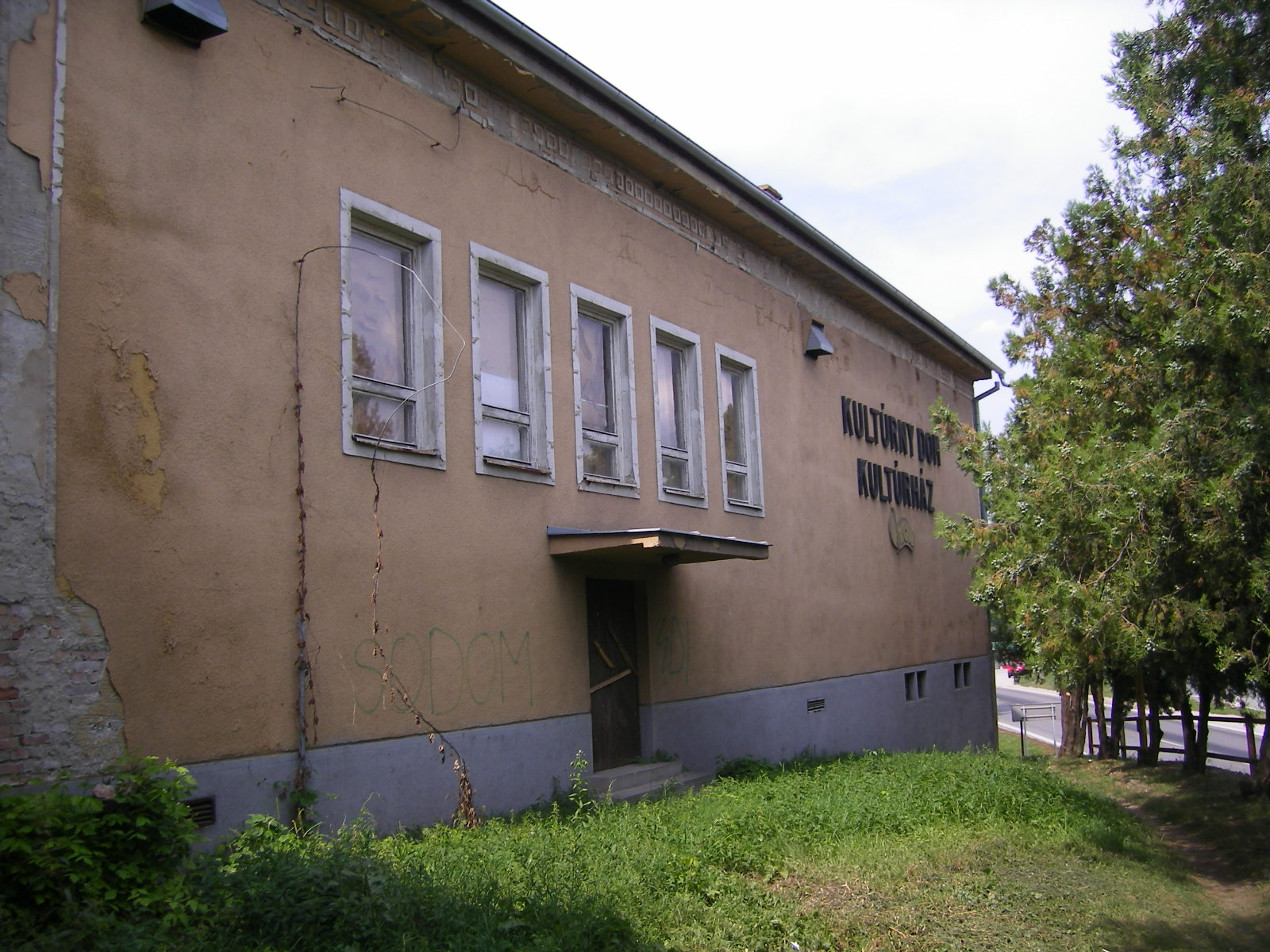
Az érseki kastélyhoz épített kultúrház
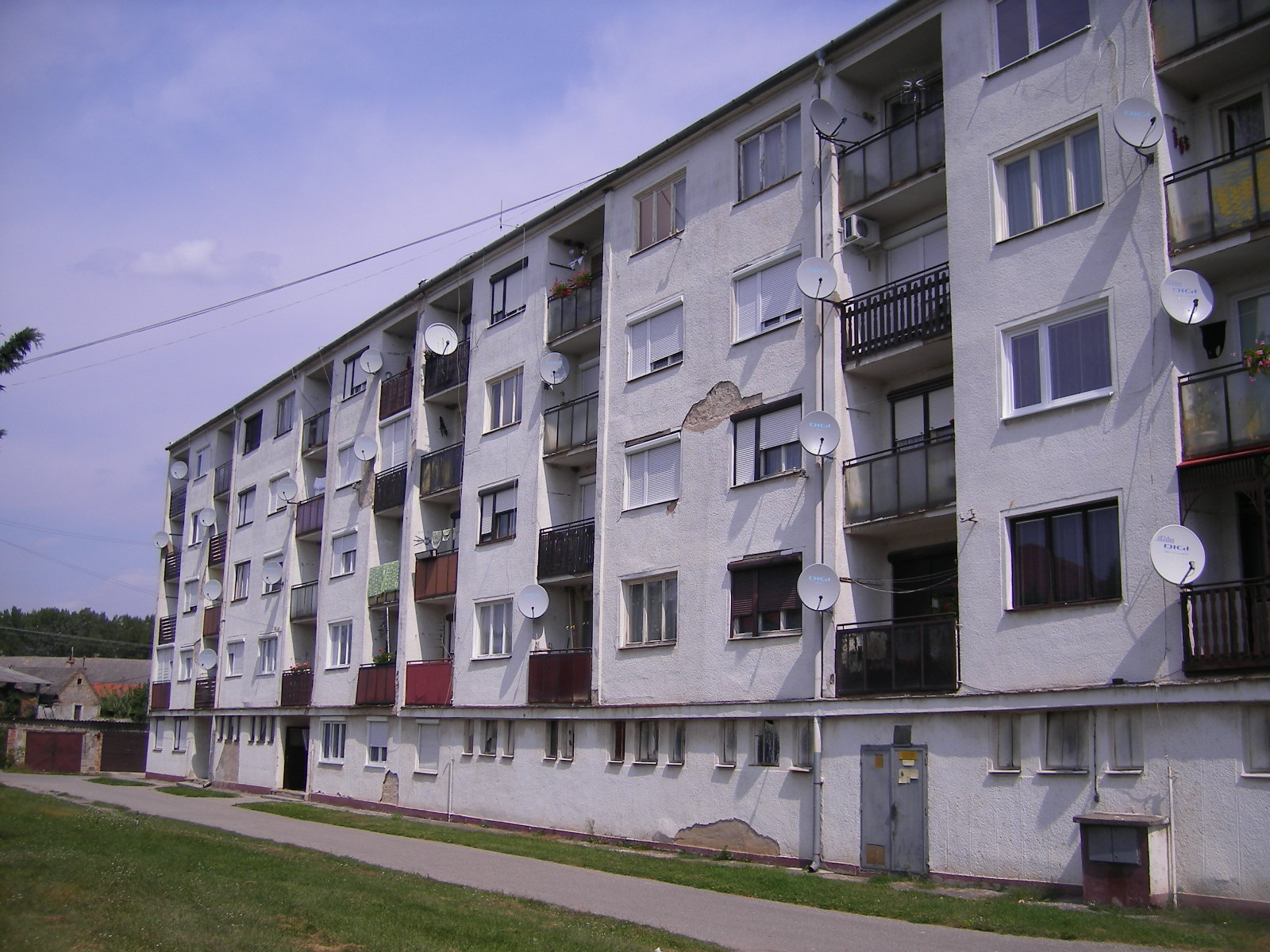
A szocializmus idején épült lakótömb
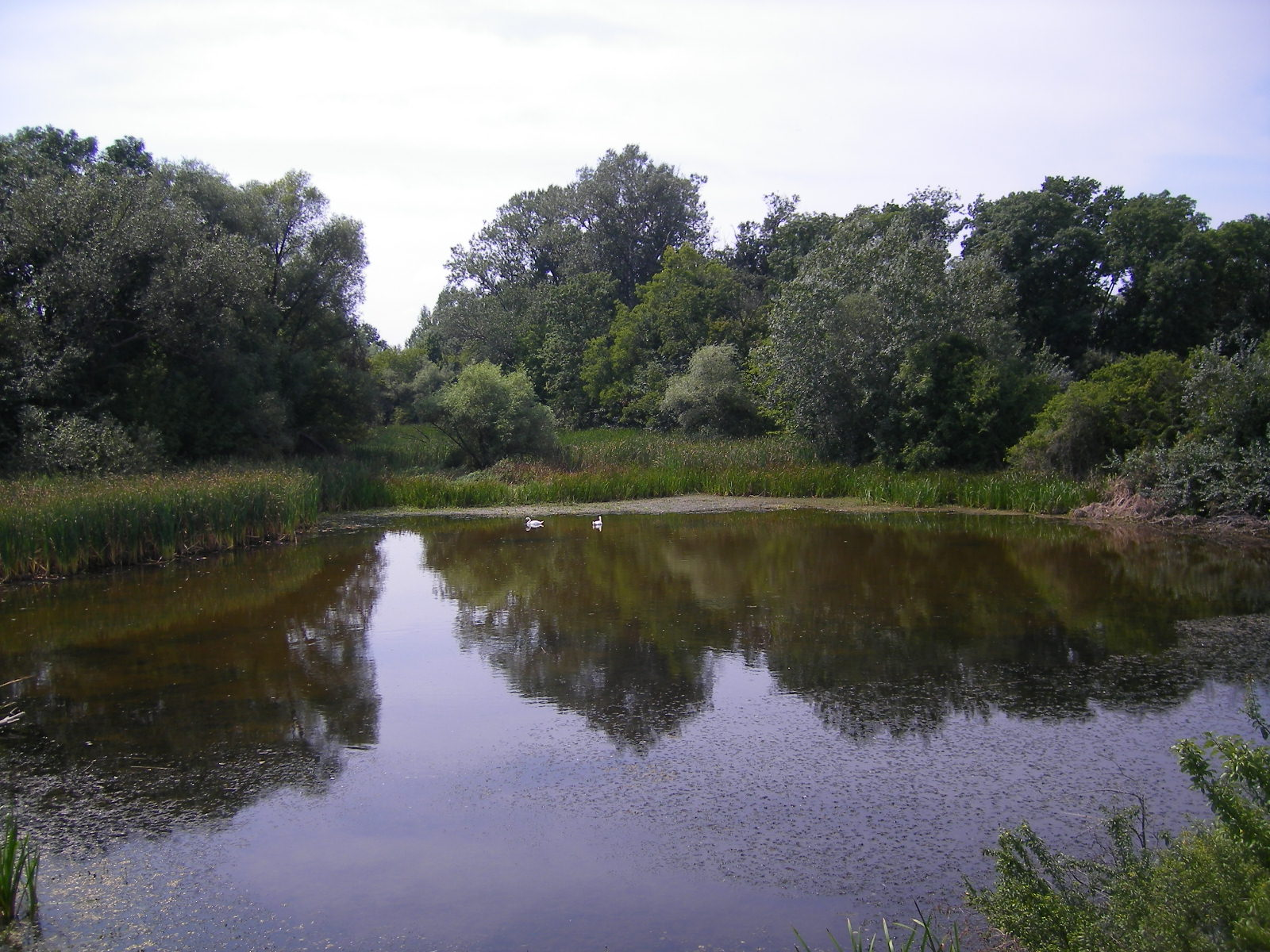
A Perbetei-patak
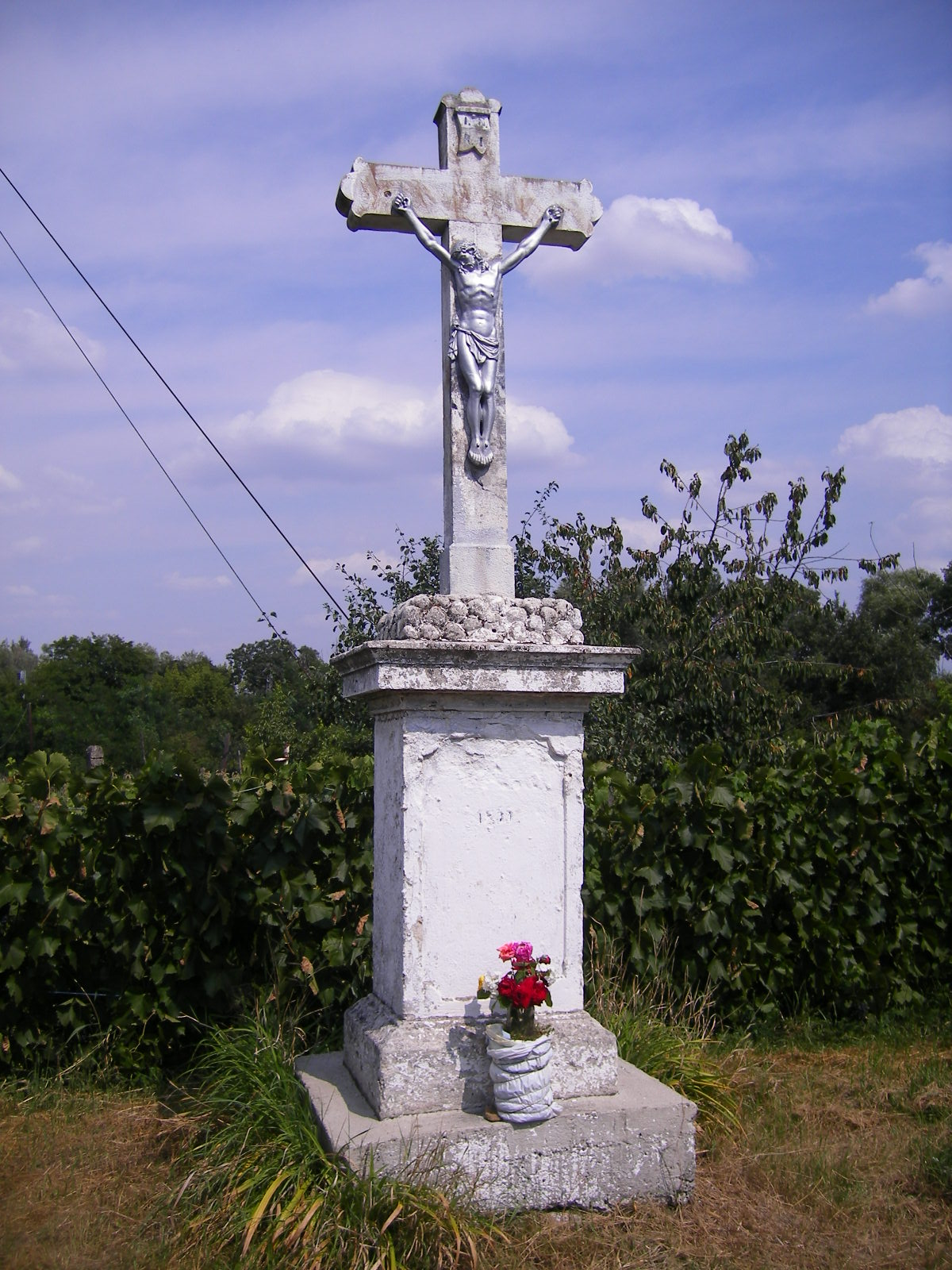
A párkányi út mellett álló feszület
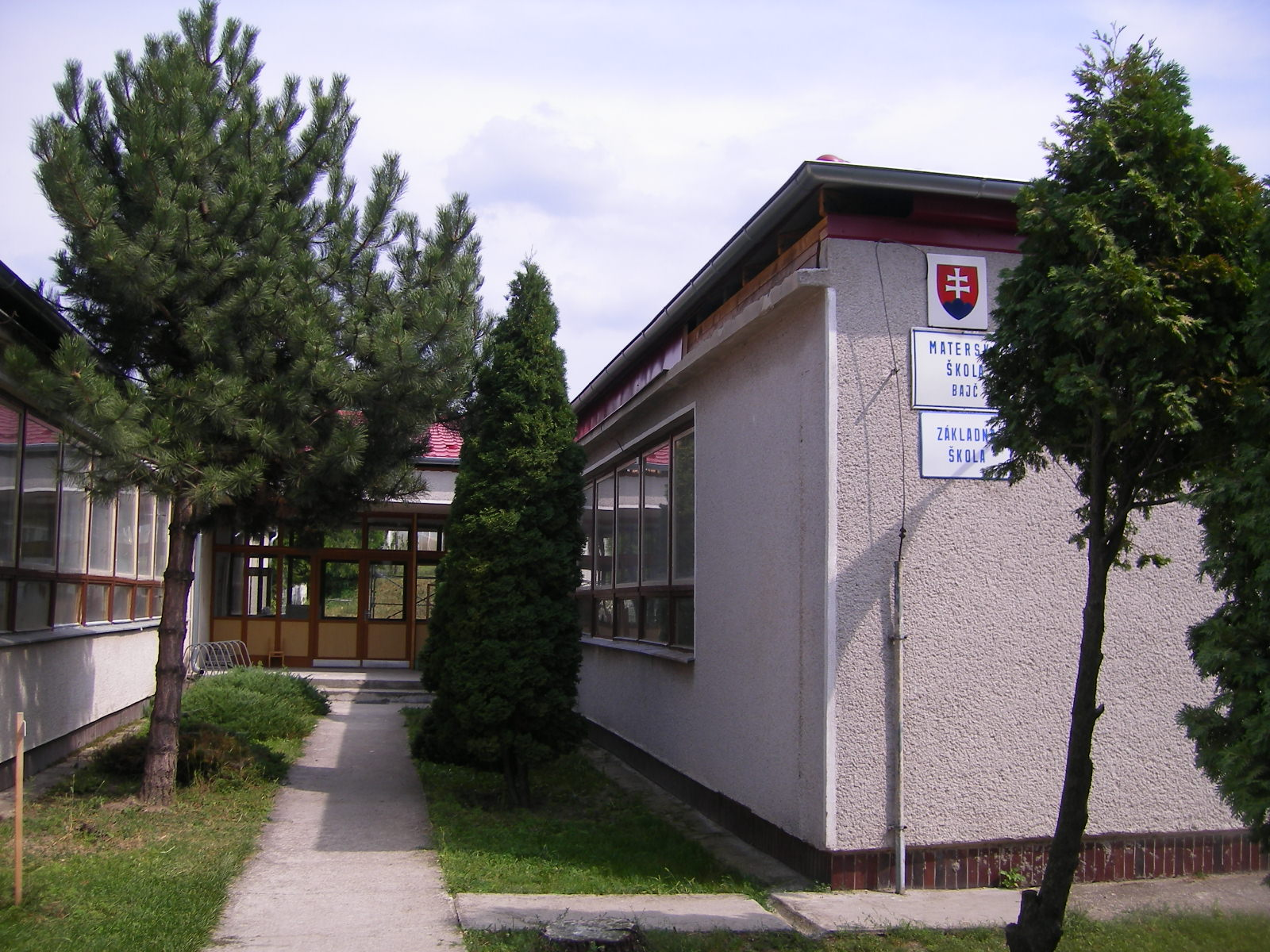
Alapiskola
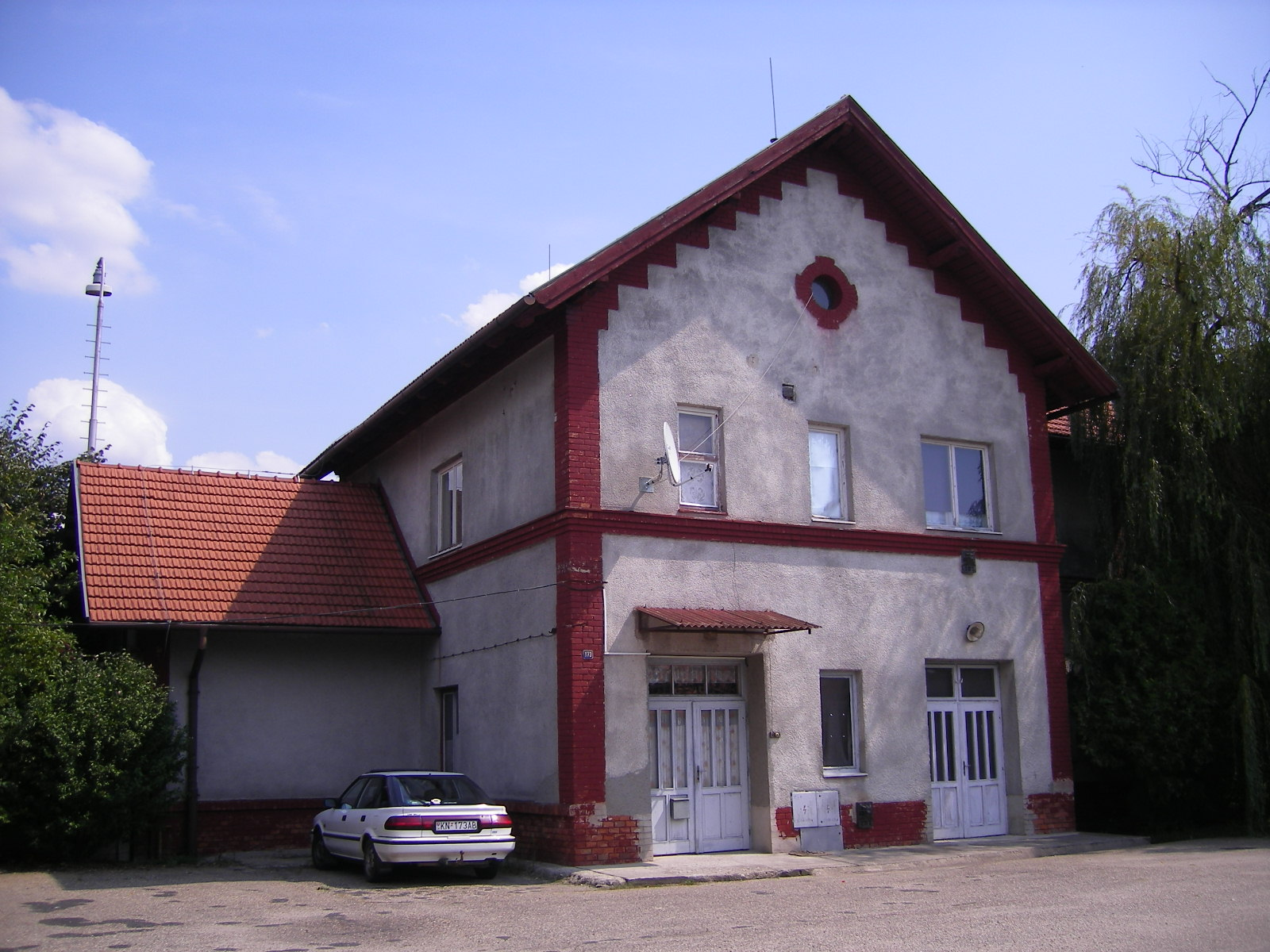
Vasútállomás
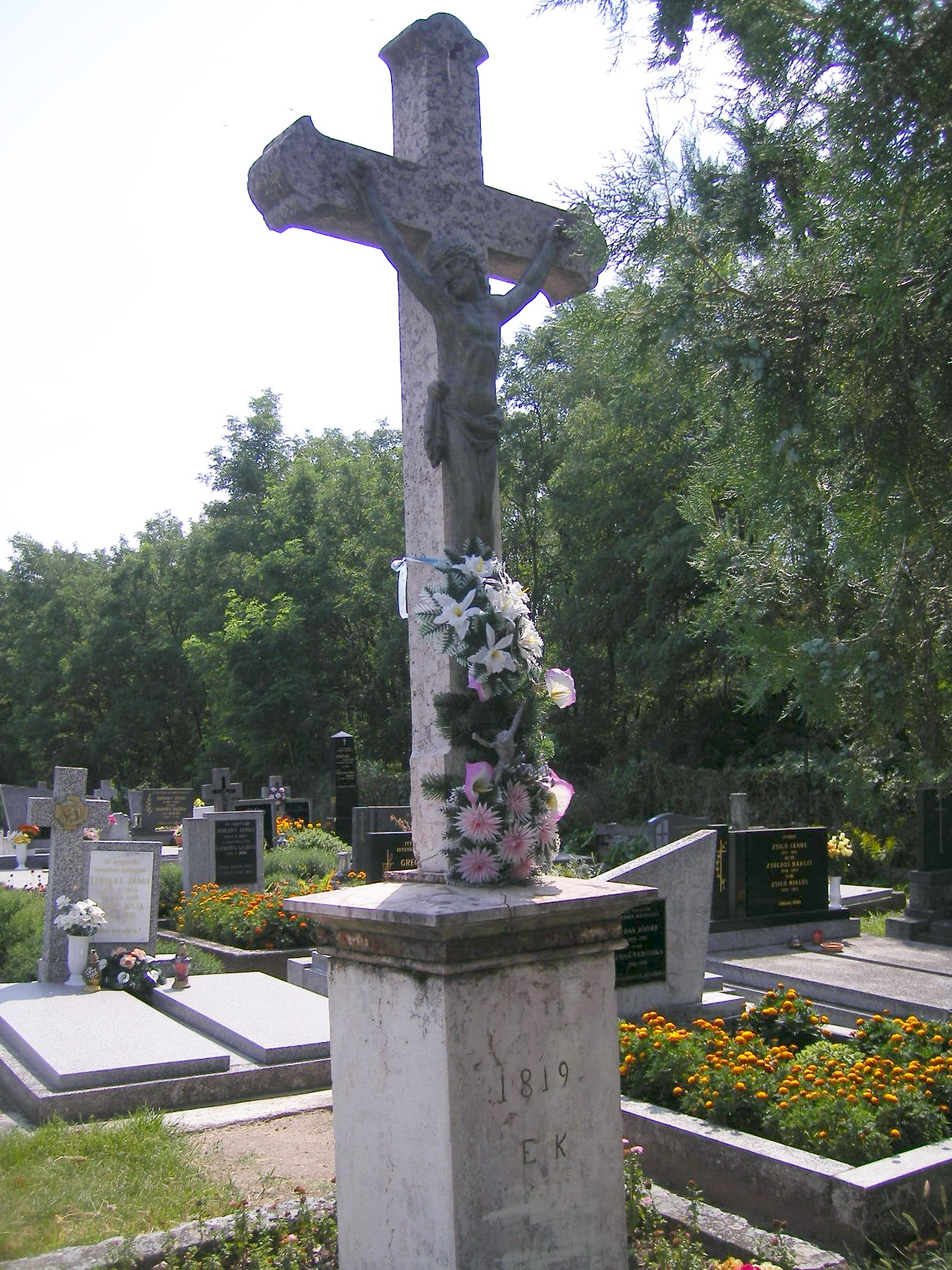
Temetői feszület
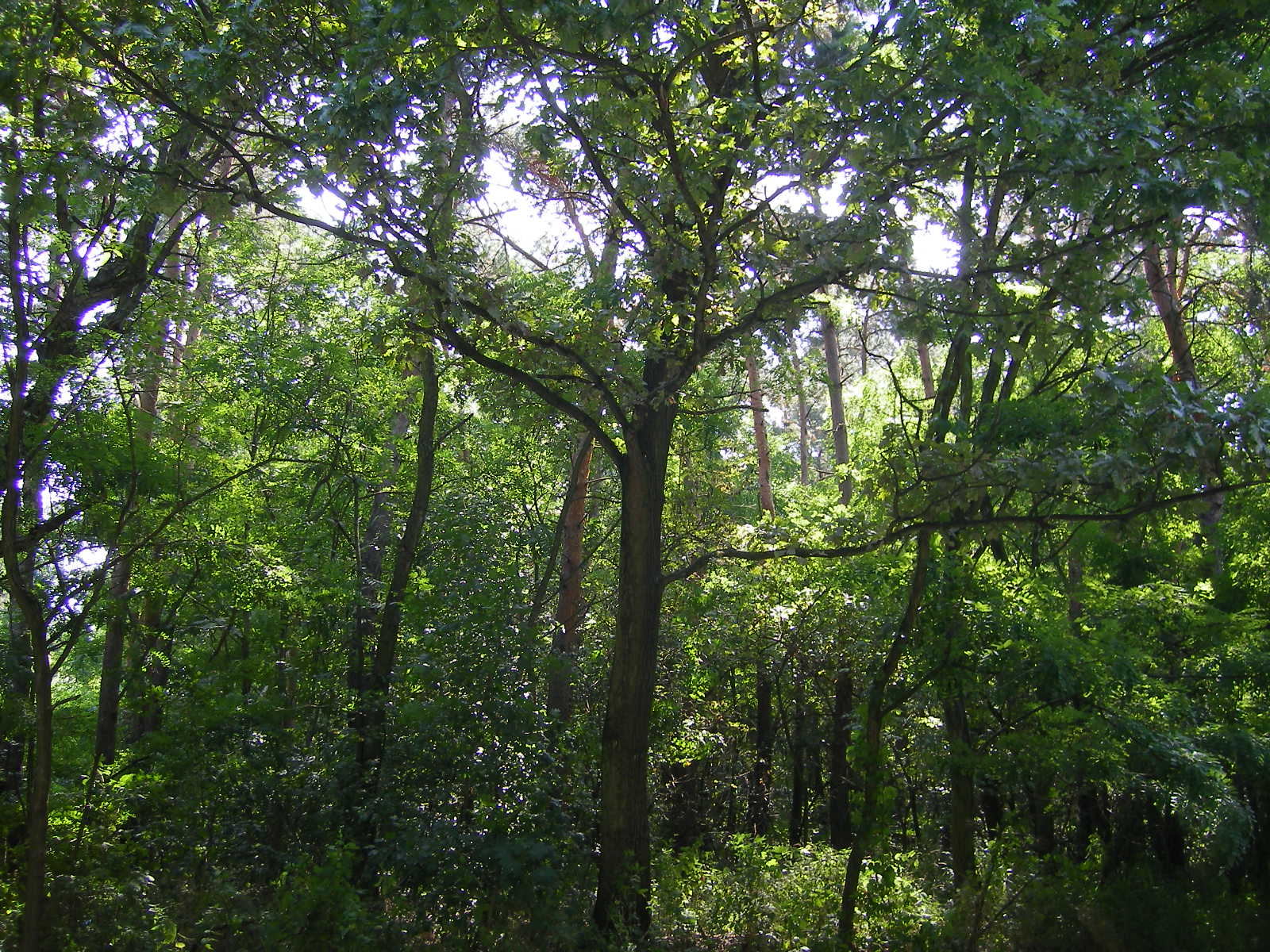
Fácános erdő

### A községhez tartozó puszták

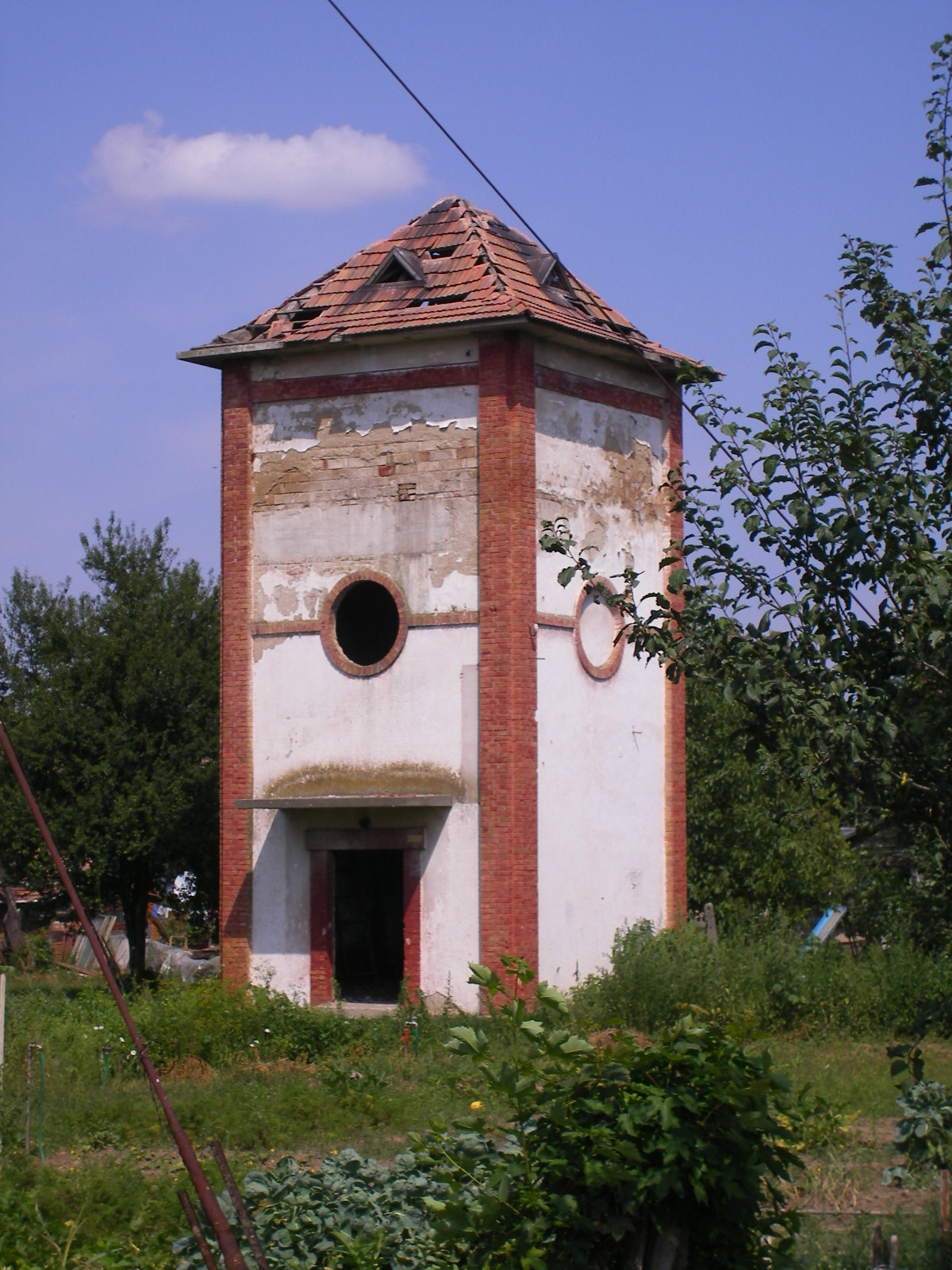
Haraszt - régi víztorony
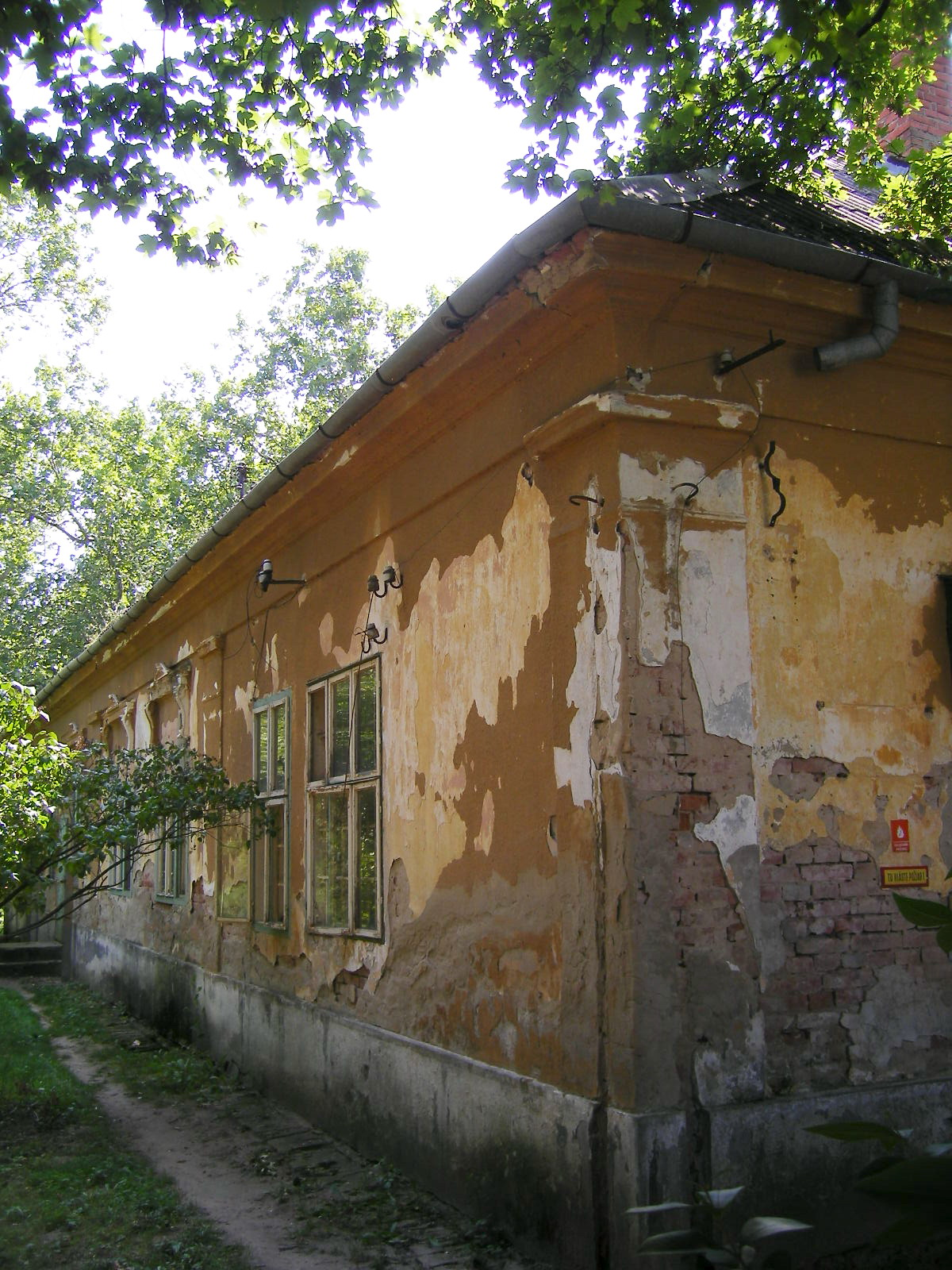
Haraszt - egykori intézői kúria
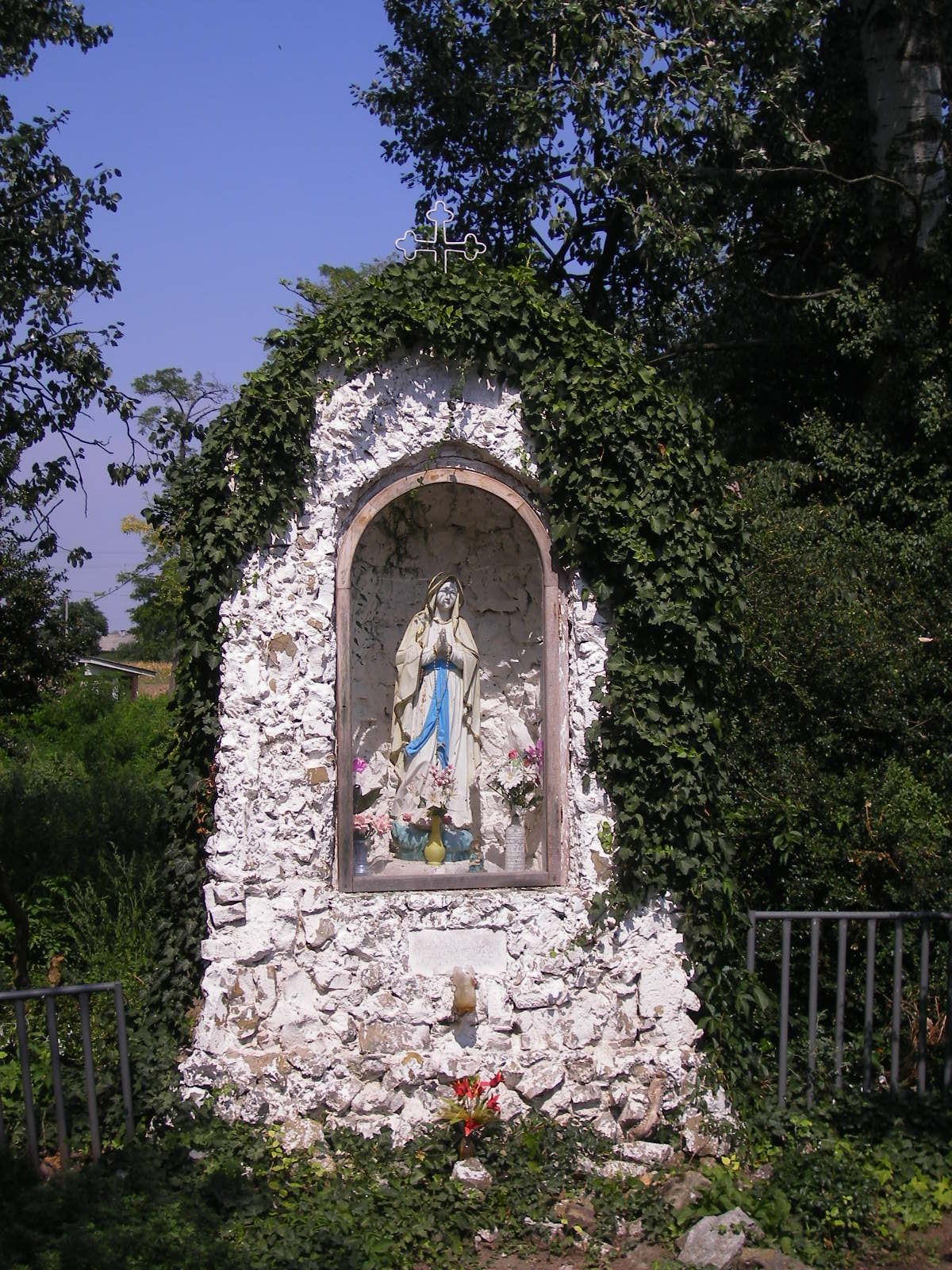
Haraszt - lourdes-i barlang
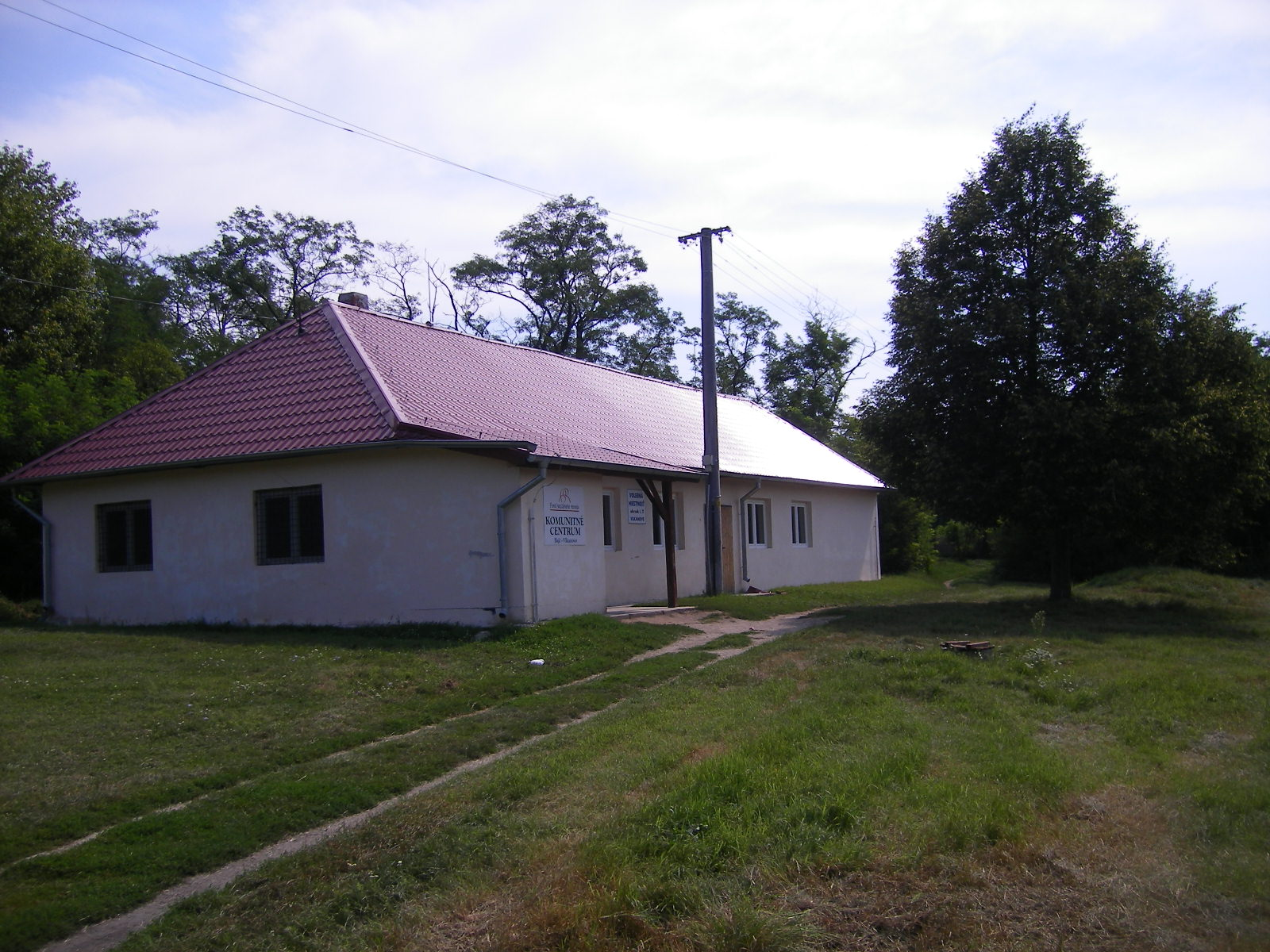
Farkasd - közösségi épület
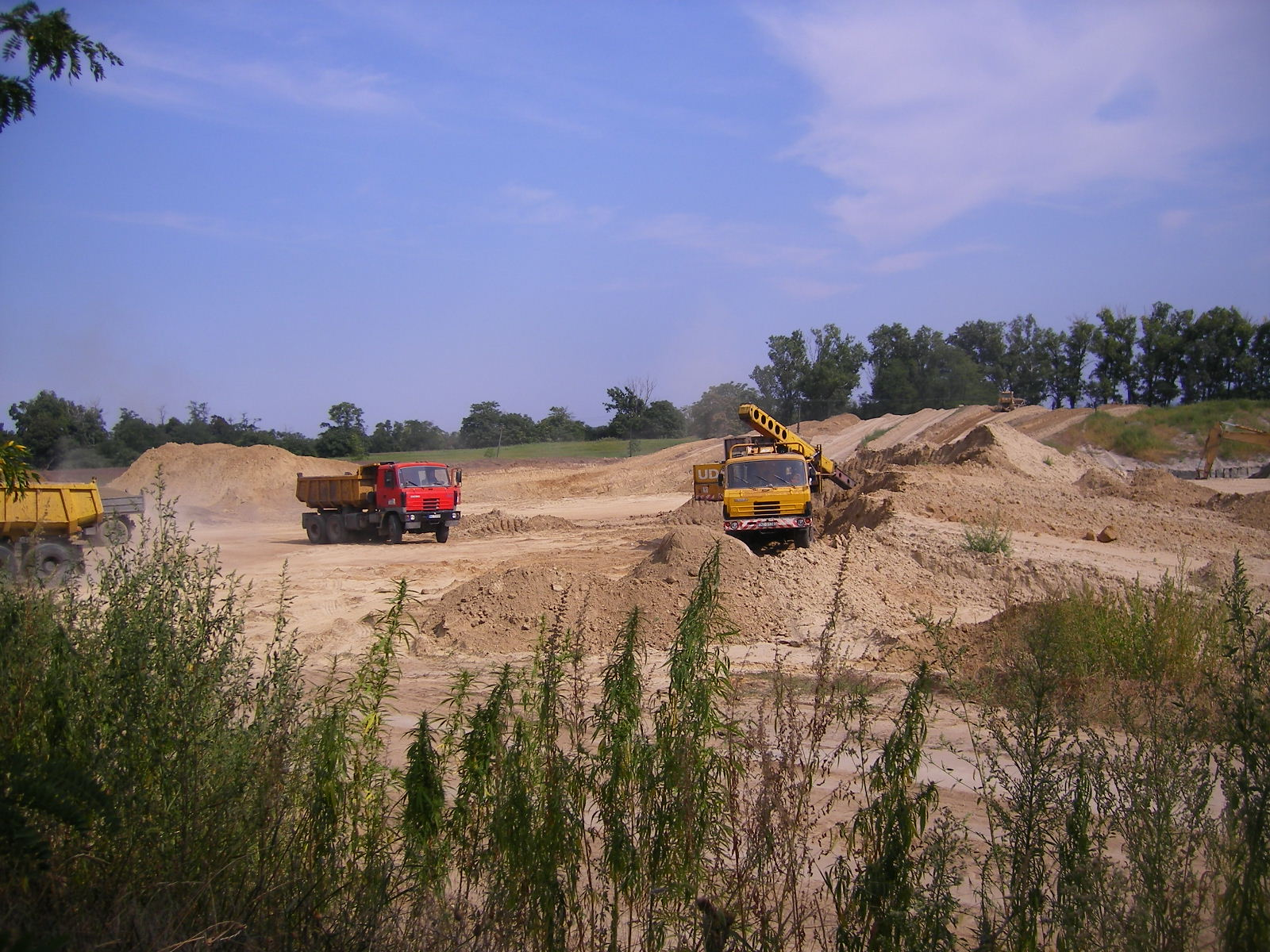
Farkasd - homokbánya
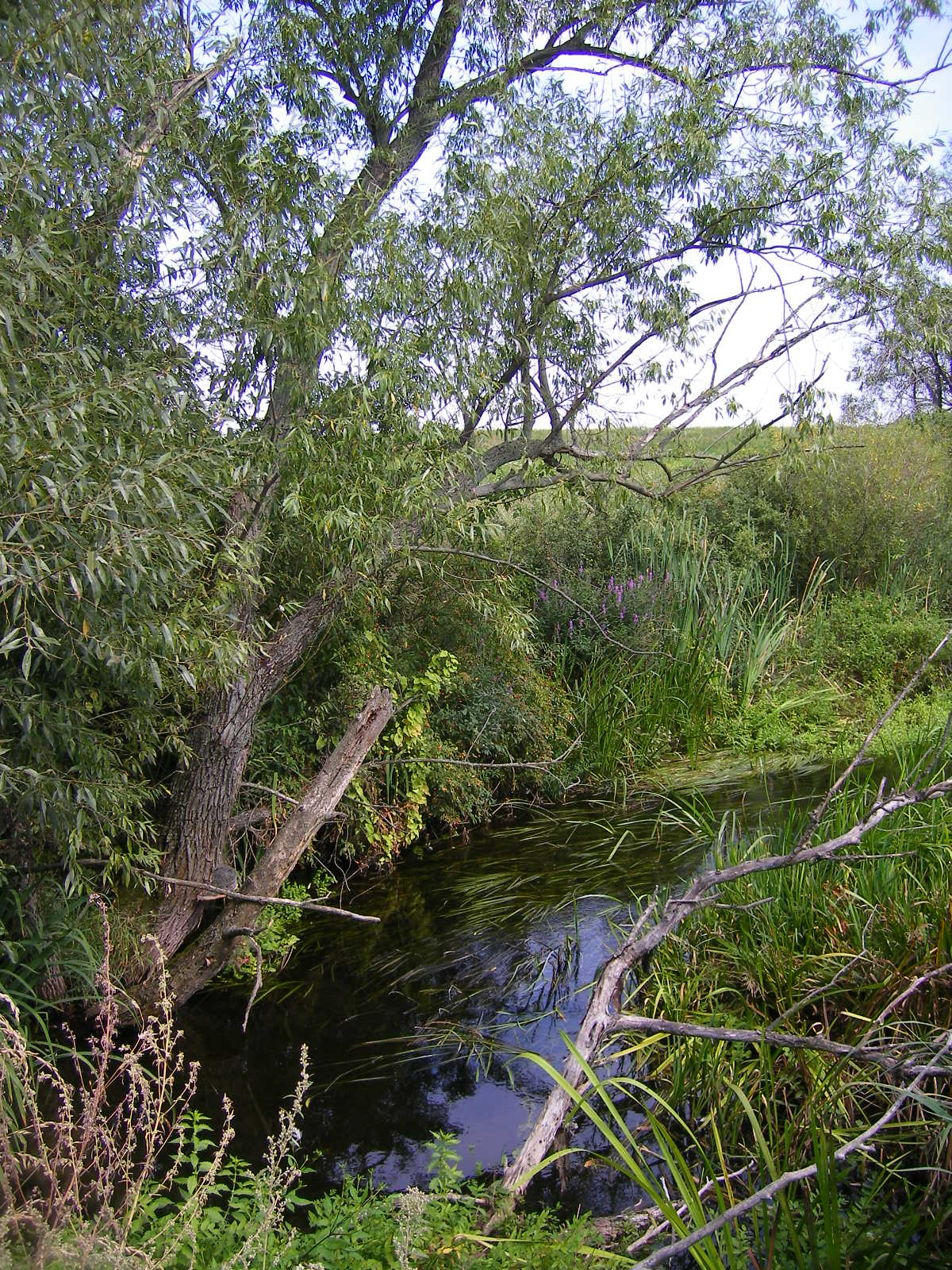
Farkasd - a Zsitva-folyó
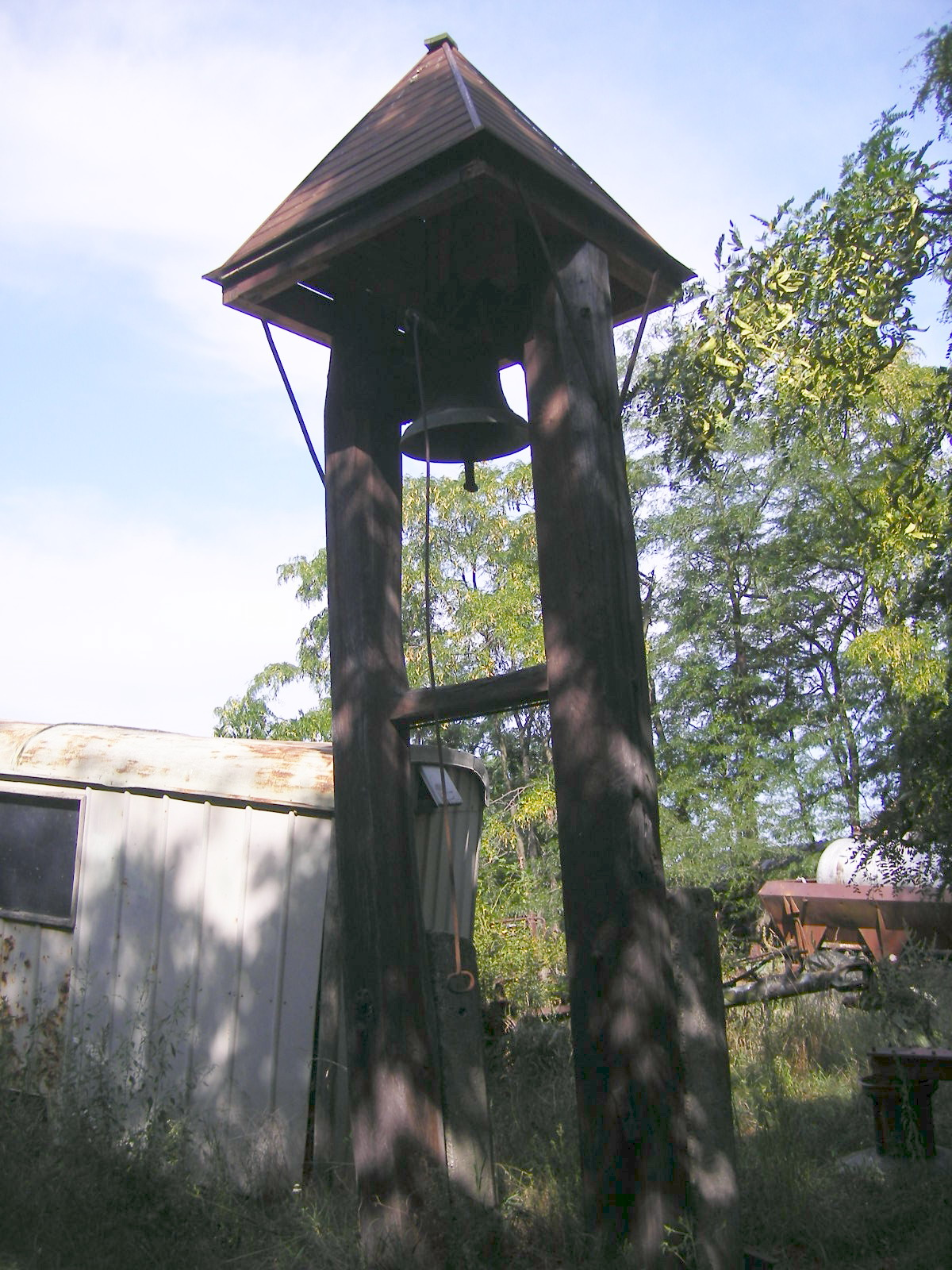
Ellető - harangláb
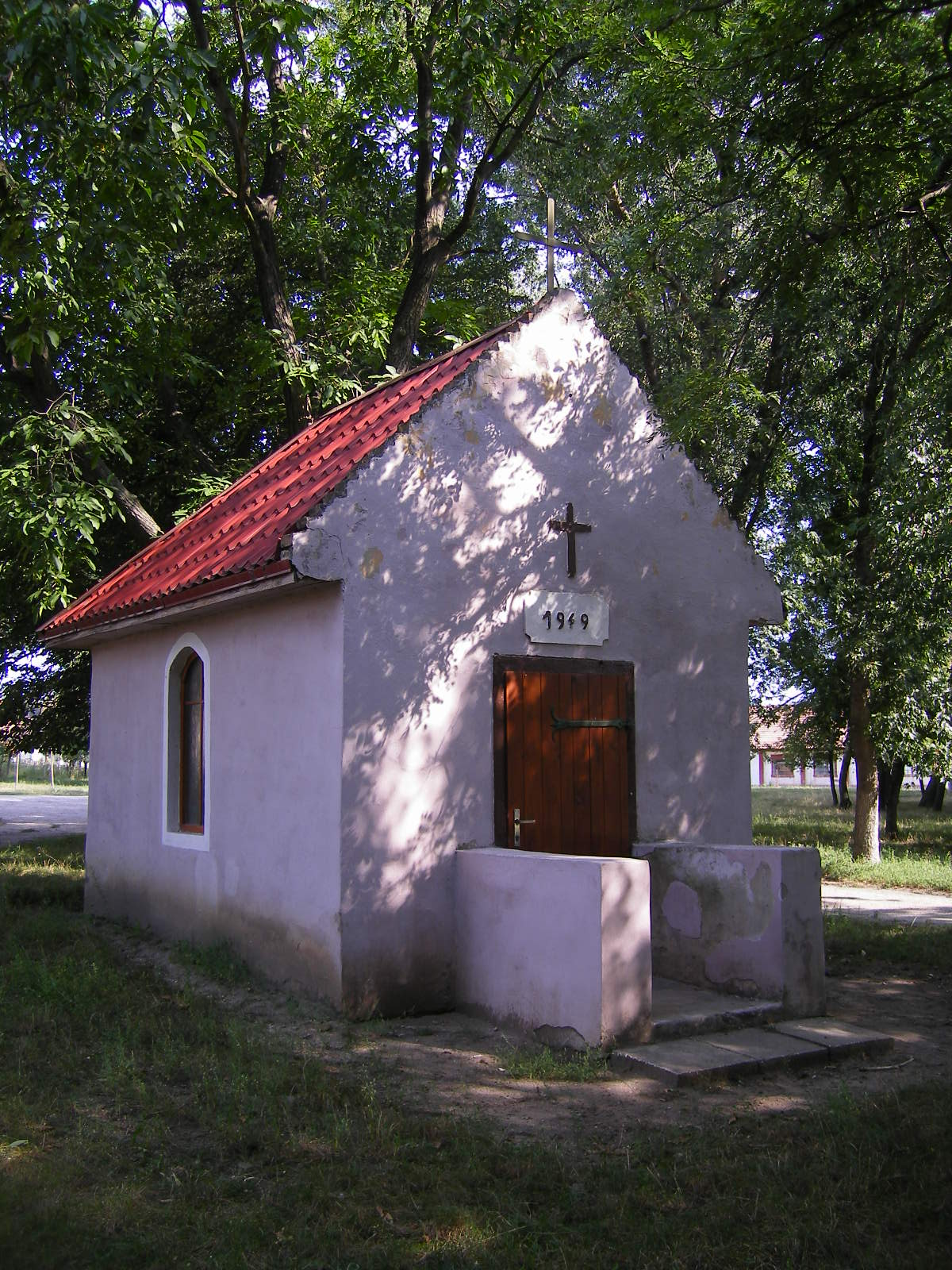
Ellető - kápolna
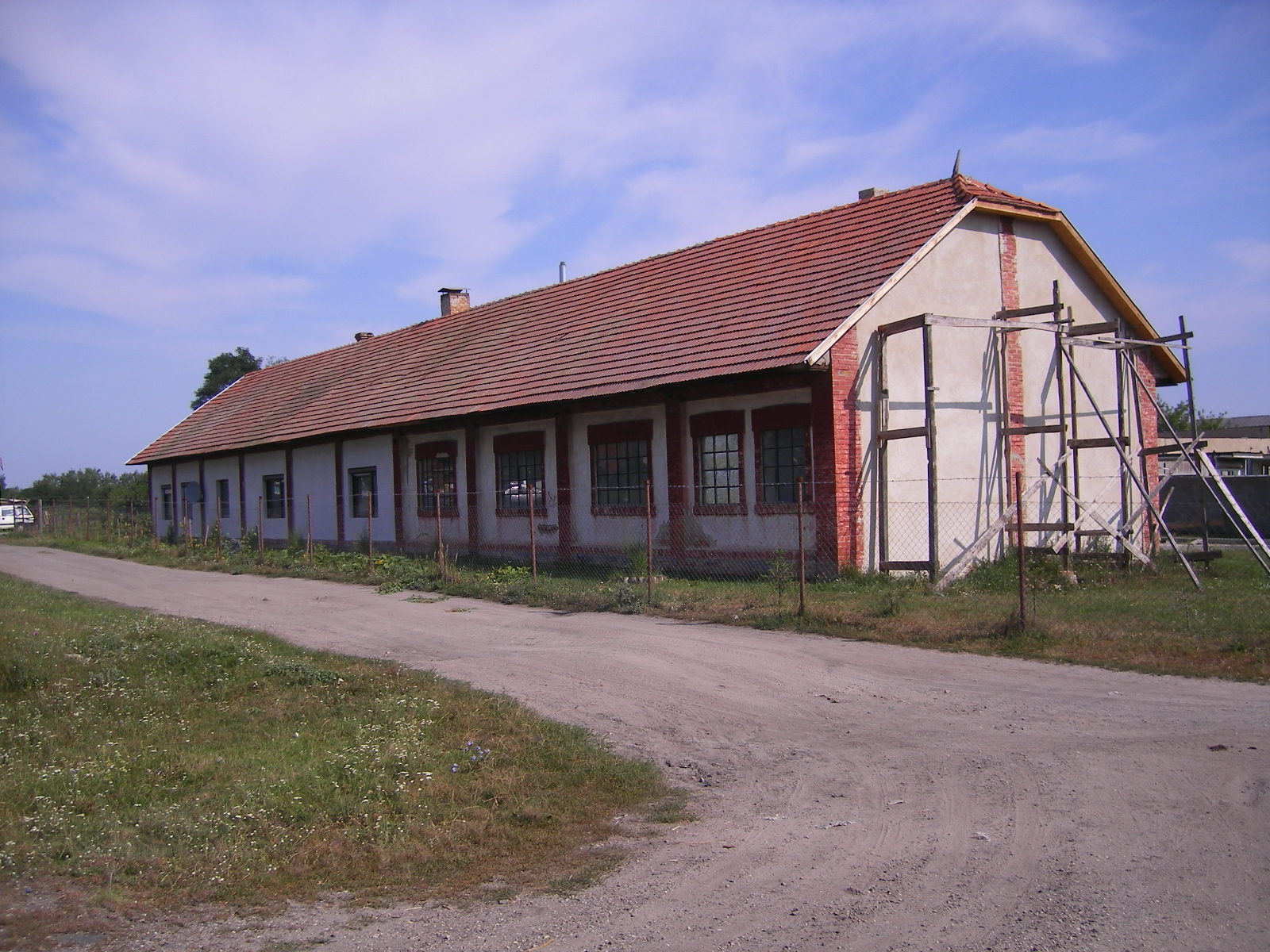
Ellető - egykori uradalmi cselédlakások

## Testvértelepülés
- Nagybajcs, Győr-Moson-Sopron vármegye